# Gars am Kamp
Gars am Kamp (meist lediglich als Gars bezeichnet, bairisch-österreichisch Goasch ausgesprochen) ist eine niederösterreichische Marktgemeinde mit 3.473 Einwohnern (Stand 1. Jänner 2025) im Waldviertel, gelegen im Kamptal. Der Ort Gars war im Mittelalter unter den Babenbergern eine Zeit lang Regierungssitz Österreichs und fungierte im 19. und im 20. Jahrhundert als traditionelle Sommerfrische. Zum Ende des 20. Jahrhunderts erlebte der Luftkurort Gars durch den Gesundheitstourismus von Willi Dungl neuerlich einen Aufschwung.

## Geografie
Der Ort umfasst mit seinen 14 Katastralgemeinden (siehe unten) eine Fläche von 50,47 km². In der Ortsmitte werden 256 Meter Seehöhe über dem adriatischen Meer erreicht.
Im nördlichen Teil von Gars am Kamp liegt der im Jahr 1928 eingemeindete Ortsteil Manigfall, auf der westlichen Kampseite Thunau am Kamp, das ehemalige Dorf Gars oder Neu Gars.

### Gemeindegliederung
Das Gemeindegebiet umfasst folgende 13 Ortschaften (in Klammern Einwohnerzahl Stand 1. Jänner 2025):
- Buchberg am Kamp (51)
- Etzmannsdorf am Kamp (96)
- Gars am Kamp (1911)
- Kamegg (237)
- Kotzendorf (47)
- Loibersdorf (13)
- Maiersch (124)
- Nonndorf bei Gars (69)
- Tautendorf (185)
- Thunau am Kamp (398) samt Donnerreith
- Wanzenau (35)
- Wolfshof (40)
- Zitternberg (267)

Die Gemeinde besteht aus den 14 Katastralgemeinden Buchberg am Kamp, Burgholz, Etzmannsdorf am Kamp, Gars am Kamp, Kamegg, Kotzendorf, Loibersdorf, Maiersch, Nondorf bei Gars, Tautendorf, Thunau am Kamp, Wanzenau, Wolfshof und Zitternberg.
Die Marktgemeinde Gars ist Mitglied der Kleinregion Kamp-Taffatal.
In der Marktgemeinde Gars am Kamp finden zwei Postleitzahlen Verwendung. Die Katastralgemeinden Etzmannsdorf am Kamp und Wanzenau haben die Postleitzahl 3573. Gars am Kamp und alle anderen Orte der Marktgemeinde haben die Postleitzahl 3571.

### Nachbargemeinden
| Altenburg                  | Rosenburg-Mold                              |                         |
| St. Leonhard am Hornerwald | Kompassrose, die auf Nachbargemeinden zeigt | Burgschleinitz-Kühnring |
|                            | Schönberg am Kamp                           |                         |

## Geschichte

### Ur- und Frühgeschichte
Das Gebiet um Gars am Kamp mit seiner strategisch günstigen Lage an der Nord-Süd-Verbindung durchs Kamptal hat eine bis in die Altsteinzeit (Funde von Kamegg und vom Stranitzberg) zurückreichende Siedlungstradition. Jungsteinzeitliche und bronzezeitliche Siedlungen bestanden an den Hängen zum Teichwiesenbach.
In der jüngeren und späten Urnenfelderzeit (um 1050–800 v. Chr.) bestand auf dem Höhenrücken oberhalb von Thunau (auf der „Holzwiese“) eine große dörfliche Anlage; der Wall dieser Siedlung ist teilweise noch erhalten. Es wurden im Gemeindegebiet auch Siedlungsnachweise der Hallstattkultur sowie Latène-zeitliche und markomannische Siedlungs- und Grabfunde gesichert.
Um 800 n. Chr. errichteten Slawen auf der „Holzwiese“ und der angrenzenden „Schanze“ eine stadtähnliche Siedlung, die von einem Burgwall umgeben war. Ausgrabungen förderten auch Reste einer Kirche sowie Fürstengräber aus jener Zeit zutage. Lange dachte man, dass diese slawische Stadt durch die Babenberger 1041 zerstört wurde, doch wahrscheinlicher ist, dass sie bereits im 10. Jahrhundert einem Ungarneinfall zum Opfer fiel.

### Babenbergerresidenz
Im 11. Jahrhundert nahmen die Babenberger – vom Donauraum aus nach Norden vorstoßend – die Region um Gars am Kamp in Besitz. Auf dem „Tabor“ errichteten sie die Garser Burg, und der Babenberger Markgraf Leopold II. „der Schöne“ (1075–1095) verlegte seine Residenz von Melk nach Gars am Kamp, um nach der Niederlage in der Schlacht bei Mailberg (12. Mai 1082) die Mark besser gegen die Bedrohung durch die Böhmen schützen zu können. Als Residenzort diente Gars am Kamp den Babenbergern von 1075 bis Anfang des 12. Jahrhunderts als Zentrum der Landnahme nördlich der Donau, weshalb sich Gars gerne damit rühmt, damals so etwas wie die „Hauptstadt“ Österreichs gewesen zu sein. Entgegen der landläufigen Meinung wurde Leopold II. hier nicht begraben. Sein Sohn Leopold III. „der Heilige“ (1095–1136; Landespatron von Wien und Niederösterreich) wurde möglicherweise in Gars geboren, verlegte seinen Markgrafensitz jedoch um 1110 an die Donau nach Klosterneuburg.
Gars am Kamp wird 1279 zum ersten Mal urkundlich als Markt erwähnt, 1403 wurde das Marktrecht bestätigt. Die Garser Burg wurde von den Kuenringern ausgebaut, spätere Burgherren waren unter anderem die Maissauer und die Reichsgrafen von Lamberg. Das im 16. Jahrhundert erbaute große Renaissanceschloss verfiel aufgrund der Dachsteuerbelastung im 19. Jahrhundert zu einer Burgruine.

### Führende Kamptal-Sommerfrische

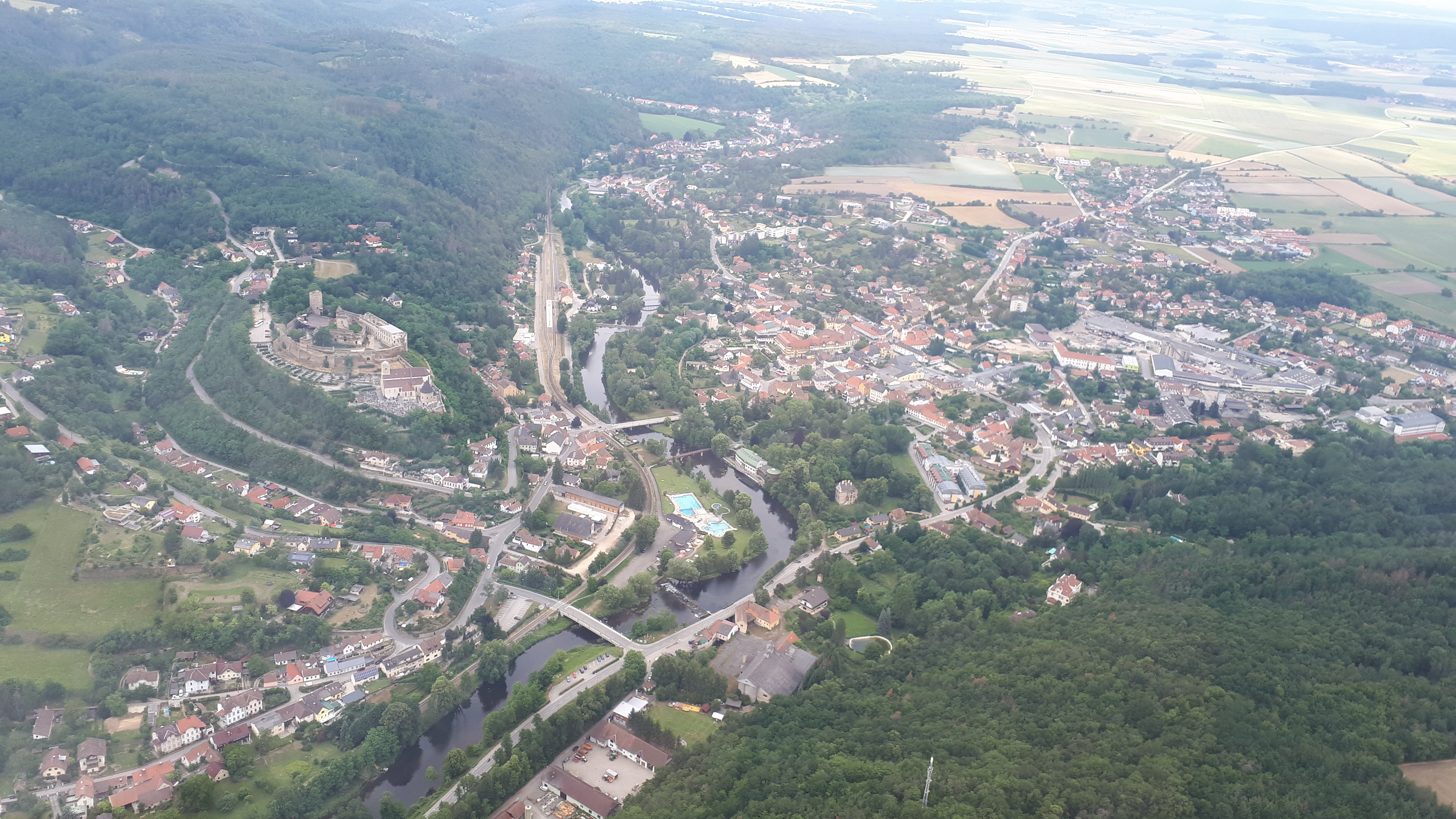
Luftaufnahme von Gars am Kamp Blickrichtung Norden

Seit den 1960er-Jahren stellt sich die Gemeinde Gars fälschlich als einst „bedeutendste Sommerfrische-Metropole Niederösterreichs“ nach Baden bei Wien dar. Tatsächlich war Gars nie die zweitmeistbesuchte Sommerfrische Niederösterreichs. Gars, dessen Zeit als Sommerfrische um 1850 bis 1860 begann, war zwar im Kamptal die führende Sommerfrische, blieb aber selbst im Jahr seines bis heute geltenden Nächtigungsrekordes (1912) mit 1.705 Fremden (und 77.200 Nächtigungen) weit hinter den führenden niederösterreichischen Fremdenverkehrsgemeinden Baden bei Wien (1912: 31.567 Fremde), Semmering (1912: 19.856 Fremde) und Reichenau an der Rax (1912: 19.413 Fremde) zurück, die rund zehn bzw. zwanzig Mal so viel Fremde und anzunehmenderweise auch rund zehn bzw. zwanzig Mal so viel Nächtigungen hatten. Im Jahr 2014 war Gars mit seinen 58.500 Nächtigungen nicht unter den zwanzig niederösterreichischen Top-Reisezielen, was auch für den gesamten Zeitraum vor 1924 zutrifft. Erst Mitte der 1920er-Jahre schaffte es Gars unter die zwanzig meistbesuchten niederösterreichischen Sommerfrischen, wobei es 1928/29 mit dem 9. Rang, seine bislang beste Platzierung erreichte.
Die Korrektur des fehlerhaften Garser Tourismus-Rankings war ein Ergebnis der 2017 erfolgten, systematischen Aufarbeitung der vernachlässigten Garser Tourismusgeschichte. Sie brachte zudem ans Licht, welche namhaften Künstler-Gäste bereits in der Vor-Dungl-Ära (1986 ff.) in Gars zu Gast waren.

### Vom 19. Jahrhundert bis zum Zweiten Weltkrieg

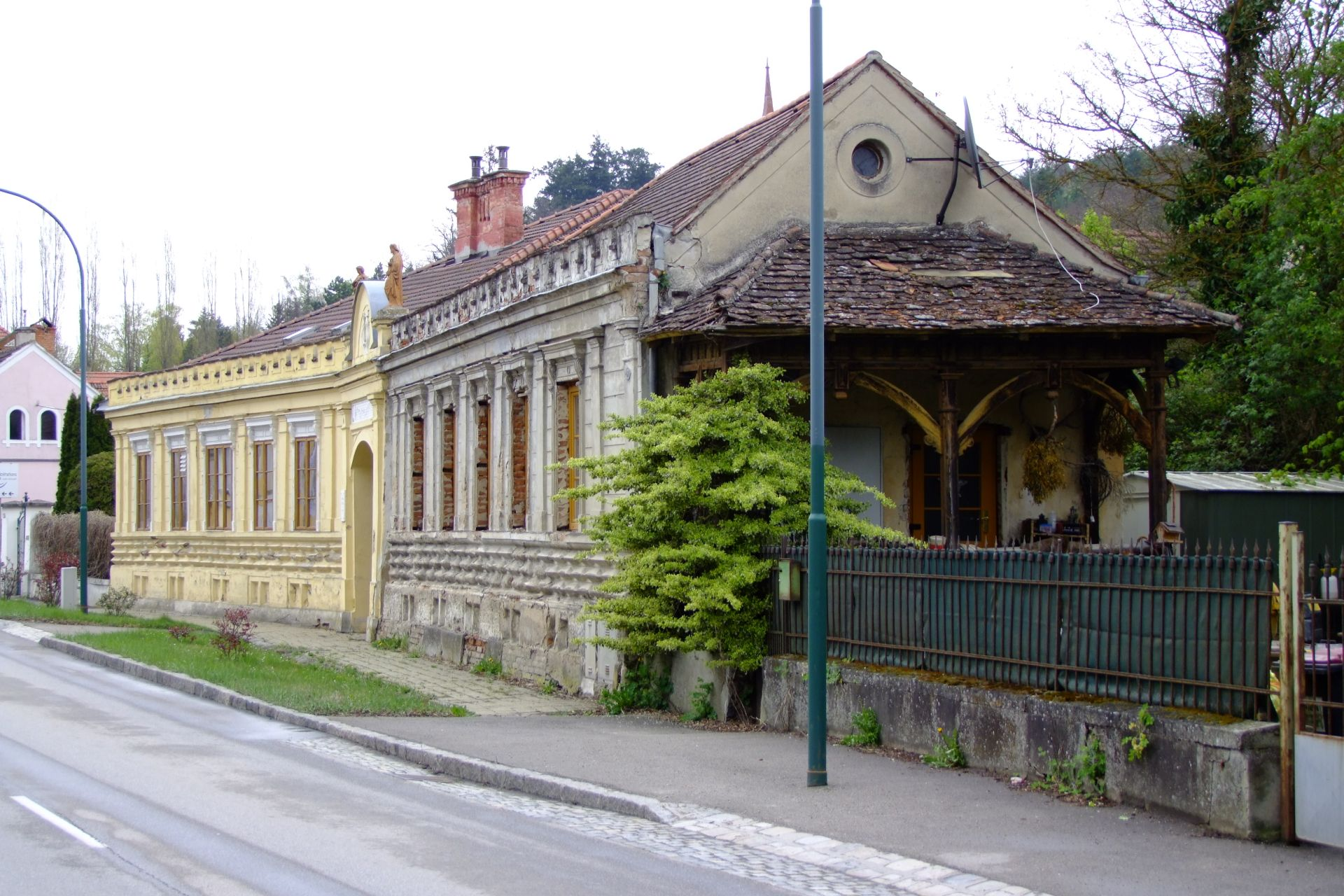
Franz von Suppès Garser Wohn- und Wirkungsstätte (1879–1895)

Emil Matzals (1843–1911) Öl-Gemälde Gars (1903)

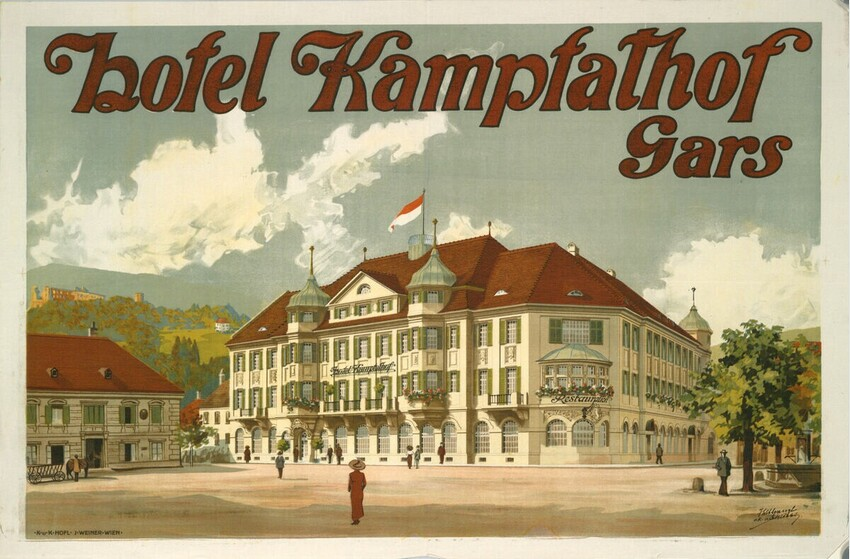
Künstlerisches Werbeplakat für das neueröffnete Hotel Kamptalhof (1914)

Einer der berühmtesten Stammgäste war der Komponist Franz von Suppè, der in den Jahren 1876 bis 1879 in Gars auf Sommerfrische weilte, wo er von 1879 bis zu seinem Tod im Mai 1895 seinen Landsitz (Kremser Straße 40–41) samt weiträumigem, gestalteten Garten-Park hatte. Dank Suppè, der seine Operette „Boccaccio“ entgegen gängigen Garser Beteuerungen nicht in Gars, sondern in Wien komponiert hat, wurde Gars bekannt und durch die 1889 eröffnete Kamptalbahn bei der Wiener Bevölkerung als Ausflugsziel und Sommerfrische beliebt. Die Bahnverbindung erhielt wegen der herzlichen Begrüßungs- und Verabschiedungsrituale der während der Arbeitswoche getrennten Sommerfrische-Ehepaare den Beinamen „Busserlzug“, was aber keine Besonderheit der Kamptalbahn, sondern die gängige Bezeichnung für viele Zugverbindungen zwischen Wien und seinen Sommerfrischen war.
1895 wurde der erste Tennisplatz Österreichs errichtet. Nach der Jahrhundertwende errichteten viele Wiener ihren Sommerwohnsitz in Gars. Auch die Eltern des Film-Regisseurs Fritz Lang, die in Gars gestorben und begraben sind, bewohnten jahrelang ein Landhaus in Manigfall (Nr. 25, heute Horner Straße 225, direkt neben der Falco-Villa). Dort lebte auch Fritz Lang im August 1914, wovon ein ausführlicher Brief zeugt, in dem er detailliert seine letzten Tage in Paris und die turbulente Rückkehr nach Österreich schildert.
Im Jahr 1912 verbrachte die Schriftstellerin Friderike Winternitz gemeinsam mit ihren beiden Töchtern vier Monate in der von ihr Manigfallmühle genannten Listmühle, von wo aus sie so erfolgreich mit Stefan Zweig korrespondierte, dass sie ein paar Monate später seine Geliebte und zwischen 1920 und Ende 1938 seine erste Ehefrau wurde. Auch der später berühmte Komponist Hanns Eisler war 1907 und 1908 als Kind mit seinem Vater Rudolf Eisler und seinen Geschwistern (Ruth Fischer und Gerhart Eisler) in Gars auf Sommerfrische, wohin er 1925 mit seiner Frau Charlotte und 1957 mit seiner späteren Frau Stephanie als Sommerfrischler zurückkehrte, wie ein Brief sowie ein knappes Dutzend Fotos bezeugen, die Eisler 1925 im Badekostüm vor dem Garser Badehaus und 1957 auf dem Garser Hauptplatz sowie vor dem „Hotel Kamptalhof“ zeigen.
Tragisch verläuft das erste Jahrzehnt der seit 1935/36 von Gisela und Isidor Wozniczak geführten Waldpension. Nachdem die Marktgemeinde Gars am 1. Juni 1938 Juden amtlich als unerwünscht erklärt hatte, wurde das Ehepaar Wozniczak von den NS-Bürgermeistern und Ortsgruppenleitern wiederholt zur Umsetzung der verordneten antisemitischen Maßnahmen aufgefordert. Da das Ehepaar diese Aufforderungen missachtete, wurde ihm die Pacht des Kampbades entzogen. Isidor Wozniczak wurde am 24. April 1945 willkürlich verhaftet, bis 2. Mai 1945 in Horn inhaftiert, von Wiener Volkssturm-Leuten hinterrücks erschossen und im Wald von Mödring verscharrt, weshalb sein Leichnam erst im August 1946 gefunden und feierlich beigesetzt wurde.

### Von den 1950er Jahren bis zur Jahrtausendwende

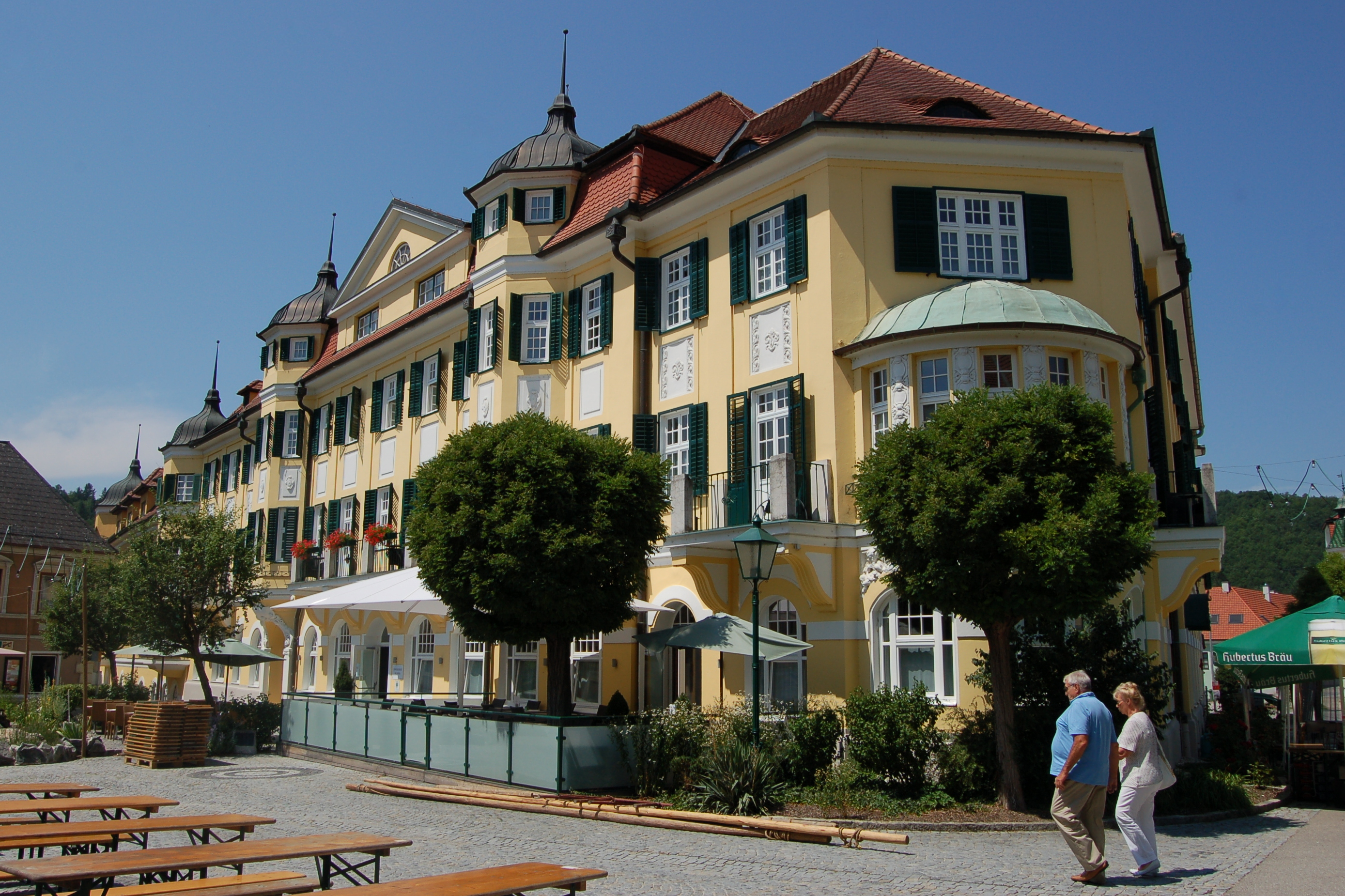
Hotel Kamptalhof (heute: La pura)

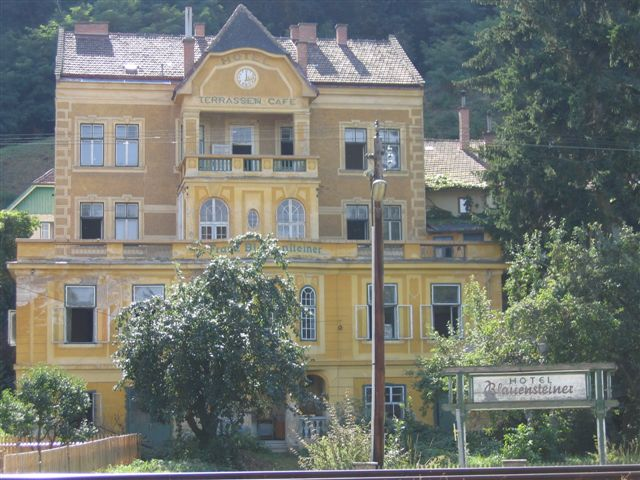
„Hotel-Pension Blauensteiner“ von Doderers Freund und Lieblingswirt Franz Blauensteiner, wo Doderer 1956 eine Woche lebte und arbeitete.

Nach dem Zweiten Weltkrieg wurde Gars durch überregionale Firmen, wie Julius Kiennast, Häusermann, „Spiegel Lachmair“ und Johann Buhl wirtschaftlich gestärkt. Im Mai 1954 ging das Garser Strandbad eine Kooperation mit dem oberösterreichischen Kurort Bad Neydharting ein, um sich durch die autorisierten Neydhartinger-Moor-Behandlungen als Kurbad und „niederösterreichisches Neydharting“ zu etablieren. Als Sommerfrische verlor Gars allerdings an Bedeutung, unter anderem, weil sich die 1957 fertiggestellte Kamptalkraftwerkskette bald durch mehrere touristisch nachteilige Effekte bemerkbar machte, die das Badevergnügen bleibend beeinträchtigten: Ausgerechnet während der Badesaison wies der Unterlauf des Kamps verminderten Wasserstand sowie spürbar niedrigere Wassertemperatur auf.
Die Ende der 1950er Jahre geäußerte Absicht, die Kamptalkraftwerkskette durch Speicherstauseen zu erweitern, die mittels Pumpkraftwerken mit Donauwasser befüllt werden sollten, scheiterte an den Kamptal-Bürgermeistern, deren Fremdenverkehrs- und Bäderreferenten befürchteten, dass dadurch die Kampflussbäder dem völligen Ruin preisgegeben würden. Davon abgesehen wurden die vielfältigen Bemühungen zur Steigerung des Fremdenverkehrs ausgerechnet durch das Schicksal des Garser Tourismus-Leitbetriebs, „Hotel Kamptalhof“, gebremst. In den 1960er und 1970er Jahren wechselten immer wieder die Besitzer des für Gars so wesentlichen Hotelbetriebs und Veranstaltungsorts, was oft zu jahrelangen Sperren führte. 1961 war der „Kamptalhof“ zwangsversteigert worden und es folgte eine Renovierung, die mit Geldern der „Unterstützungseinrichtung für Arbeiter und Angestellte der NEWAG“ finanziert wurde. Ein Rechnungshofbericht aus dem Jahr 1966 stellte die Verwendung der Gelder als nicht widmungsgemäß in Frage, was schließlich zur Verhaftung und anschließenden Verurteilung des damaligen Generaldirektors der NEWAG, Viktor Müllner, führte. Nach zweijähriger Sperre wurde der „Kamptalhof“ 1968 von der Gemeinde Gars gekauft, die das Hotel vom „Österreichischen Verkehrsbüro“ leiten ließ, welches den „Kamptalhof“ international bewarb und so erfolgreich führte, dass es bis Herbst 1973 erneut deutliche Zuwächse im Fremdenverkehr gab. Trotz bzw. wegen dieses wirtschaftlichen Erfolges verkaufte die Gemeinde Gars 1973 das Hotel, das nach mehrmaligem Besitzerwechsel Anfang der 1980er Jahre abermals zwangsversteigert wurde und erneut mehrere Jahre lang brachlag.
Von den drei größeren Hotel-Pensionen (Hotel und Terrassen-Café Blauensteiner, Pension Schuster, Waldpension) schloss in den späten 1970er Jahren die auf dem Schlossberg gelegene „Hotel-Pension Schuster“, wo nach dem Krieg der Maler Friedensreich Hundertwasser aufgewachsen war, für immer. Dieses gut besuchte Kaffee- und Grillrestaurant hatte seinen Gästen neben Speis' und Trank eine besondere Aussicht auf Gars-Thunau geboten. Dem Einbruch des Fremdenverkehrs Mitte der 1970er Jahre folgte erneut die Absicht, den mittleren Kamp stärker für die Stromgewinnung zu nutzen. Gegen die geplante Errichtung weiterer Kampkraftwerke im Raum Rosenburg formierte sich um 1980 eine Bürgerinitiative, die die verbliebene Kamp-Flusslandschaft für Mensch, Tier und Tourismus erhalten wollte. Diese Interessen deckten sich mit den Vorstellungen des politisch, medial und wirtschaftlich einflussreichen „Gesundheitspapstes“ Willi Dungl, der sein Engagement für die Wiederbelebung des Garser Tourismus von einer intakten, naturnahen Umgebung abhängig machte. Schließlich setzten sich die Bürgerinitiative und Willi Dungl mit seinem Konzept eines sanften Tourismus gegen die Ausbaupläne der Kampkraftwerke durch.

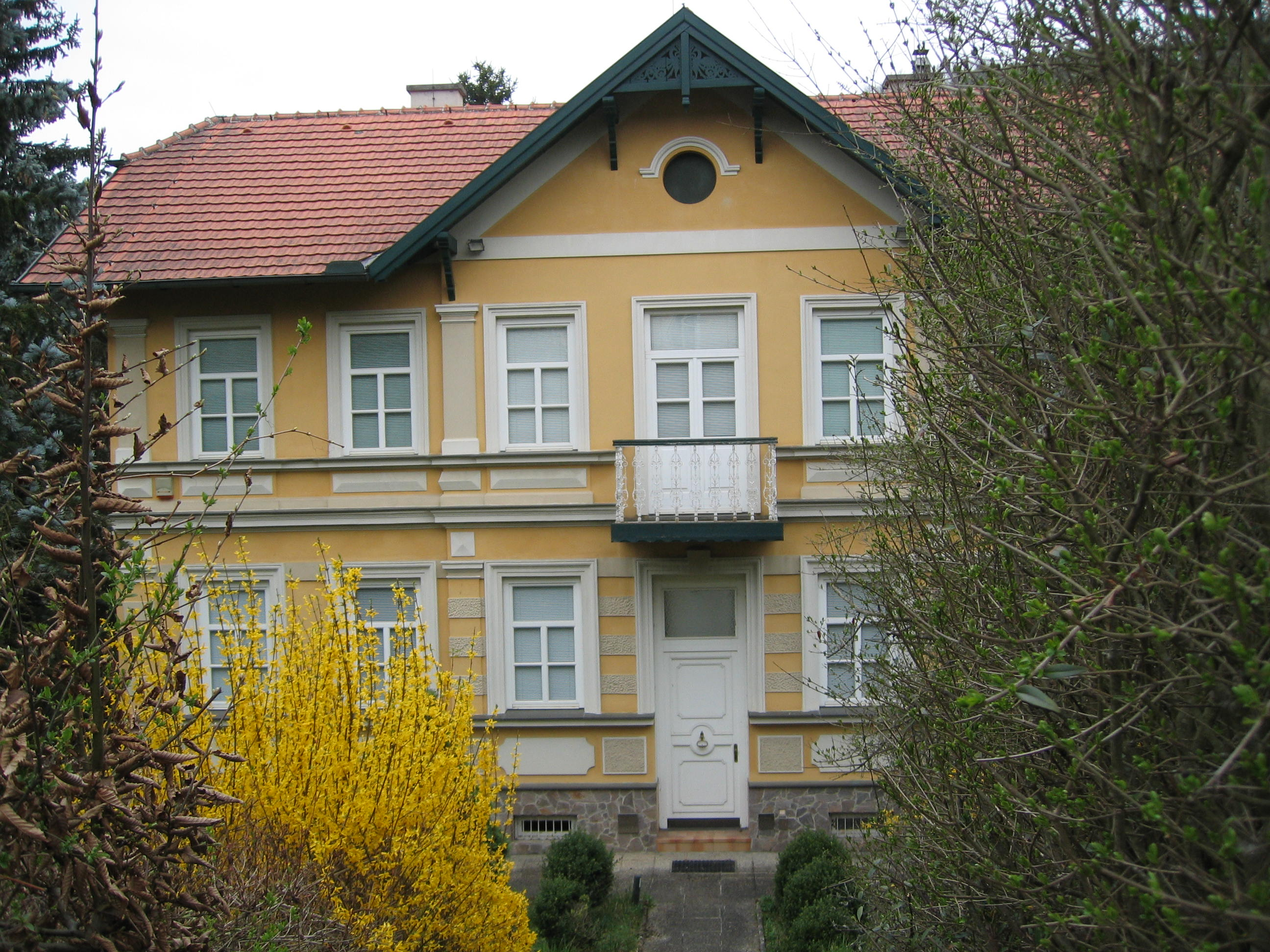
Falcos Falco-Villa, Horner Straße 214, direkt neben der Villa Lang

Nachdem Gars in den 1980er Jahren ins touristische Abseits geraten ist, erhielt es 1986 durch die Eröffnung von Dungls „Bio Trainingshotel“ (einem mehrfach mit Steuergeldern (Gemeinde, Land, Bund, EU) geförderten Aus- und Umbau des einstigen „Hotel Kamptalhof“) als Kur-, Tourismus- und Sommerfrischeort wieder überregionale Bedeutung. Dieser Trend wurde durch die „Opern-Air“-Aufführungen auf der Burgruine (seit 1990) und die Errichtung des Kulturparks Kamptal (1992–1996) gefestigt. Seither verbrachten auch wieder Stars wie beispielsweise Falco, Karlheinz Hackl, Marianne Mendt oder Ruth Beckermann die Sommermonate in ihren Garser Villen.
Trotz des touristischen Aufschwunges wurde der Betrieb des traditionsreichen „Hotel und Terrassen-Café Blauensteiner“, wo im August 1956 der Romancier Heimito von Doderer gemeinsam mit seiner zweiten Frau eine Woche lang geurlaubt hatte, um 1992 eingestellt und das nicht denkmalgeschützte, aber zeit- und architekturgeschichtlich interessante Gebäude bis zu seinem Ende 2022 erfolgten Verkauf dem Verfall überlassen. Nachdem die neuen Eigentümer erklärt hatten, das einstige Hotel bis 2024/25 zu renovieren und anschließend als Tourismusbetrieb zu nutzen, wurde das Gebäude in der zweiten Jahreshälfte 2023 unter Denkmalschutz gestellt.

### Entwicklungen im 21. Jahrhundert

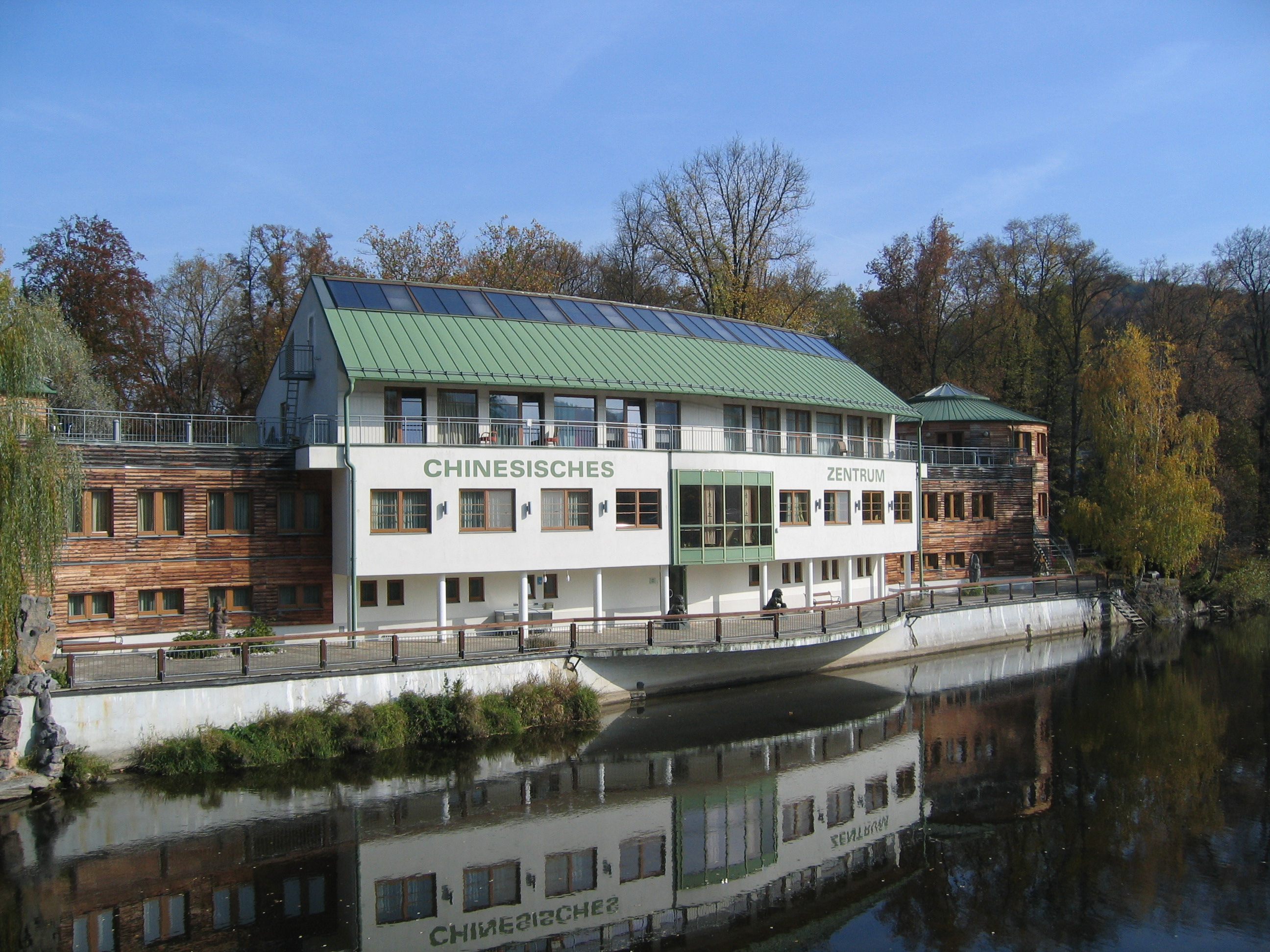
„Chinesisches Zentrum“ vor seinem Umbau zum Rehabzentrum

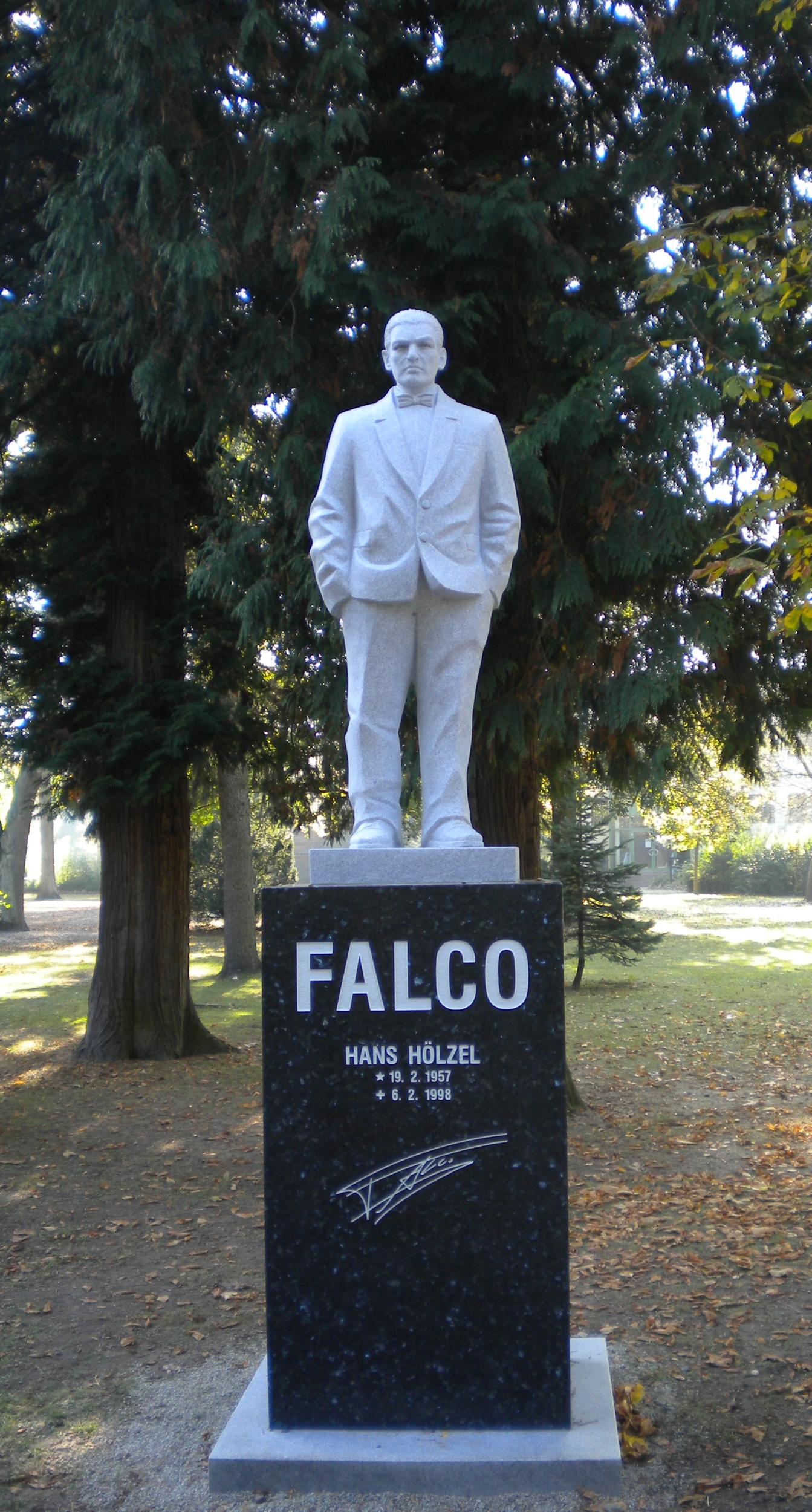
Statue von Falco im Kurpark Gars am Kamp

Durch Willi Dungls Tod im Jahr 2002 verloren die nach ihm benannten Garser Gesundheitsbetriebe, die zuerst von seiner Familie allein, ab 2005 gemeinsam mit der VAMED fortgeführt wurden, ihr Alleinstellungsmerkmal. 2010 wurden Haus und Betrieb an das „Land Niederösterreich“ und die VAMED verkauft, die das einstige „Hotel Kamptalhof“ erneut umgebaut und 2011 unter dem Namen „La pura“ als Wellness-Resort für Frauen eröffnet haben:

„Die Vamed-Führung […] hatte das Haus einst von den Erben des legendären Fitnessgurus Willi Dungl übernommen […]. In den Folgejahren ist es nicht gelungen, das auf Kur- und Wellnessbehandlungen von Frauen spezialisierte Haus kostendeckend zu führen. So soll mit dem 2011 nach Investitionen neueröffneten La Pura nie Geld verdient worden sein.“

 Ende Dezember 2023 hat die VAMED das Frauen-Gesundheitsresort „la pura women’s health resort“ verkauft, das vier Wochen später einen Insolvenzantrag eingebracht hat, worauf das Konkursverfahren eröffnet wurde.
Kulturhistoriker und Denkmalschützer bedauern, dass für den Bau von Dungls kurzlebigem „Chinesischen Zentrum“ der Denkmalschutz des historischen „Alten Badhauses“ aufgehoben und dieses gegen den Willen regionaler und lokaler Bürgerinitiativen abgerissen wurde. Umso mehr als das „Chinesische Zentrum“ trotz (der mit hoher öffentlicher Förderung erfolgten, hochwasserbedingten) Renovierung ein knappes Jahrzehnt lang geschlossen blieb, bevor es nach erneutem Umbau seit 2021 als Rehab-Zentrum genützt wird.

### Trivia
In den Jahren 2010, 2012, 2013 und 2015 erlangte Gars durch extreme Rekordtemperatur-Messwerte österreichweite Bekanntheit. Am 27. Jänner 2010 war es mit −27,6 °C österreichischer Kältepol und am 13. Februar 2012 war es mit −24,6 °C erneut bundesweiter Kältepol. Am 26. April 2013 wurde mit sommerlichen 29,6 °C in Gars die österreichweit höchste April-Temperatur gemessen. Am 22. Juli 2015 war Gars mit 38,6 °C österreichischer Hitzepol, allerdings wurde dieser Rekordmesswert von der Zentralanstalt für Meteorologie und Geodynamik widerrufen, „da durch bauliche Maßnahmen in der direkten Umgebung der Wetterstation Gars keine für die Umgebung repräsentativen Temperaturwerte gemessen werden konnten“. Aus diesem Grund wurde Anfang Juli 2016 an einem besser geeigneten Garser Standort eine neue ORF-Wetterstation eröffnet.

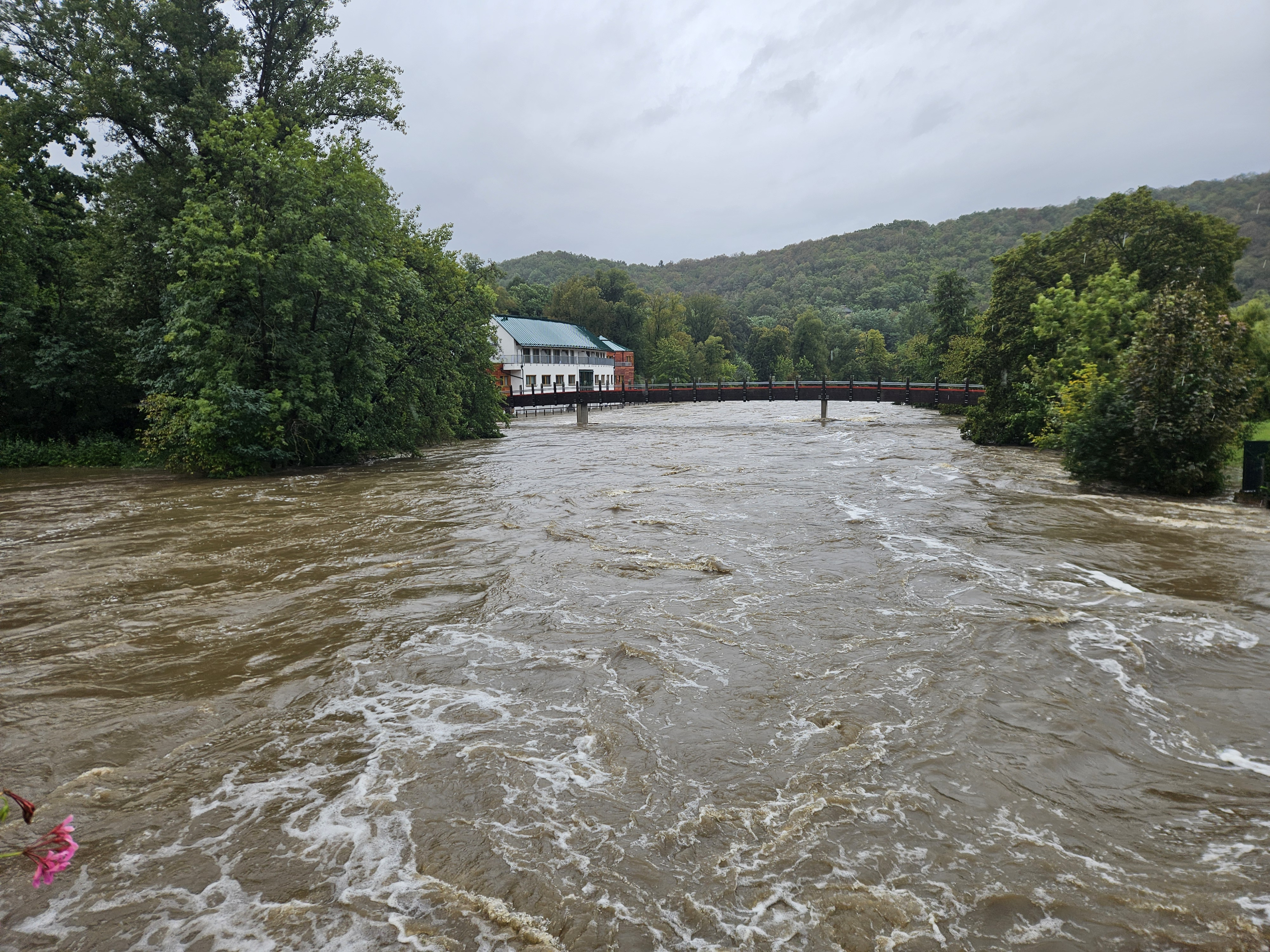
Hochwasser im September 2024

Am 27. Mai 2017 fand auf der Garser Burgruine ein Musik-Festival elektronischer Musik (Drum and Bass) statt. Es wurde vom gemeinnützigen Verein BASSMENT organisiert, der gegründet wurde, um unkonventionelle, hauptsächlich elektronische Musik im Waldviertel zu etablieren. Die Festivität, bei der auch internationale Gäste wie der britische DJ Simula teilnahmen, lenkte die Aufmerksamkeit auf Gars als Veranstaltungsort kultureller Events.

### Bevölkerungsentwicklung
Nach einer Abwanderung in der zweiten Hälfte des 20. Jahrhunderts hat sich die Einwohnerzahl bei 3.500 trotz negativer Geburtenbilanz stabilisiert, da die Gemeinde eine positive Wanderungsbilanz aufweist.
| Gars am Kamp: Einwohnerzahlen von 1869 bis 2025     | Gars am Kamp: Einwohnerzahlen von 1869 bis 2025 | Gars am Kamp: Einwohnerzahlen von 1869 bis 2025 | Gars am Kamp: Einwohnerzahlen von 1869 bis 2025 | Gars am Kamp: Einwohnerzahlen von 1869 bis 2025 |
| --------------------------------------------------- | ----------------------------------------------- | ----------------------------------------------- | ----------------------------------------------- | ----------------------------------------------- |
| Jahr                                                |                                                 |                                                 |                                                 | Einwohner                                       |
| 1869                                                | 1869                                            |                                                 | 2.947                                           | 2.947                                           |
| 1880                                                | 1880                                            |                                                 | 2.986                                           | 2.986                                           |
| 1890                                                | 1890                                            |                                                 | 3.131                                           | 3.131                                           |
| 1900                                                | 1900                                            |                                                 | 3.270                                           | 3.270                                           |
| 1910                                                | 1910                                            |                                                 | 3.732                                           | 3.732                                           |
| 1923                                                | 1923                                            |                                                 | 3.848                                           | 3.848                                           |
| 1934                                                | 1934                                            |                                                 | 3.997                                           | 3.997                                           |
| 1939                                                | 1939                                            |                                                 | 4.013                                           | 4.013                                           |
| 1951                                                | 1951                                            |                                                 | 4.293                                           | 4.293                                           |
| 1961                                                | 1961                                            |                                                 | 4.035                                           | 4.035                                           |
| 1971                                                | 1971                                            |                                                 | 3.968                                           | 3.968                                           |
| 1981                                                | 1981                                            |                                                 | 3.732                                           | 3.732                                           |
| 1991                                                | 1991                                            |                                                 | 3.458                                           | 3.458                                           |
| 2001                                                | 2001                                            |                                                 | 3.534                                           | 3.534                                           |
| 2011                                                | 2011                                            |                                                 | 3.498                                           | 3.498                                           |
| 2021                                                | 2021                                            |                                                 | 3.472                                           | 3.472                                           |
| 2025                                                | 2025                                            |                                                 | 3.473                                           | 3.473                                           |
| Quelle(n): Statistik Austria, Gebietsstand 1.1.2021 |                                                 |                                                 |                                                 |                                                 |

## Kultur und Sehenswürdigkeiten

### Galerie

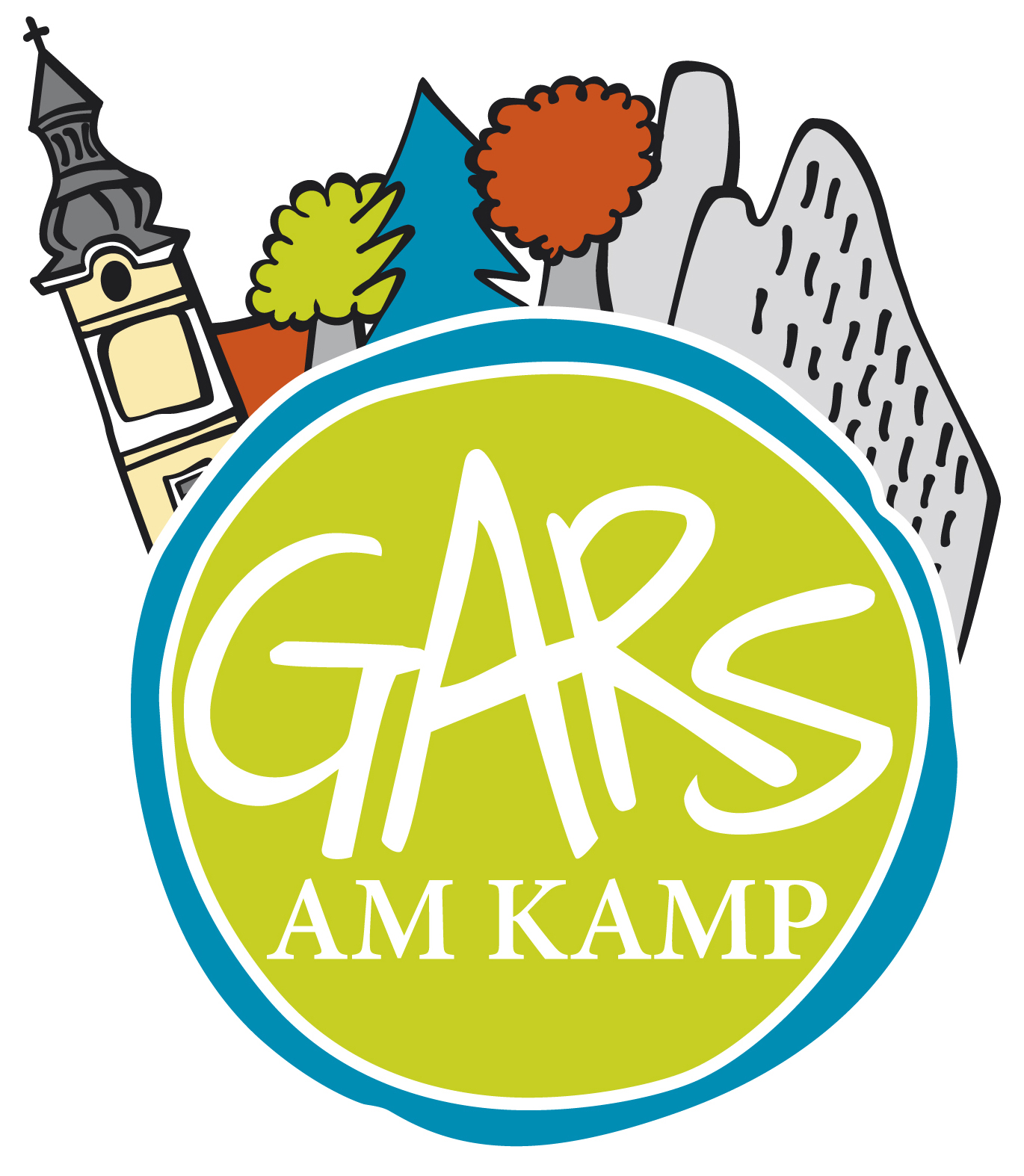
Logo von Gars am Kamp
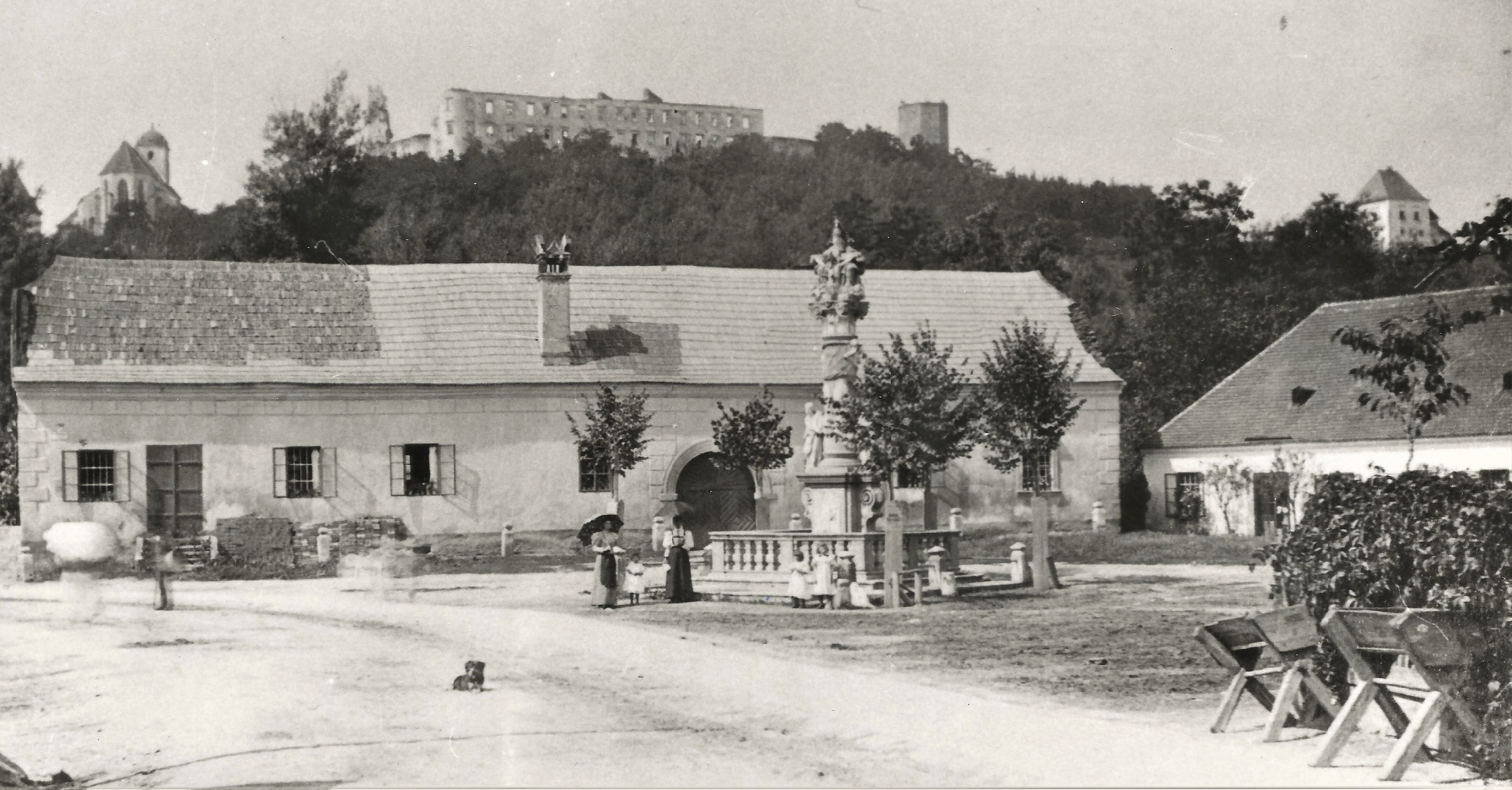
Dreifaltigkeitsplatz (1900)
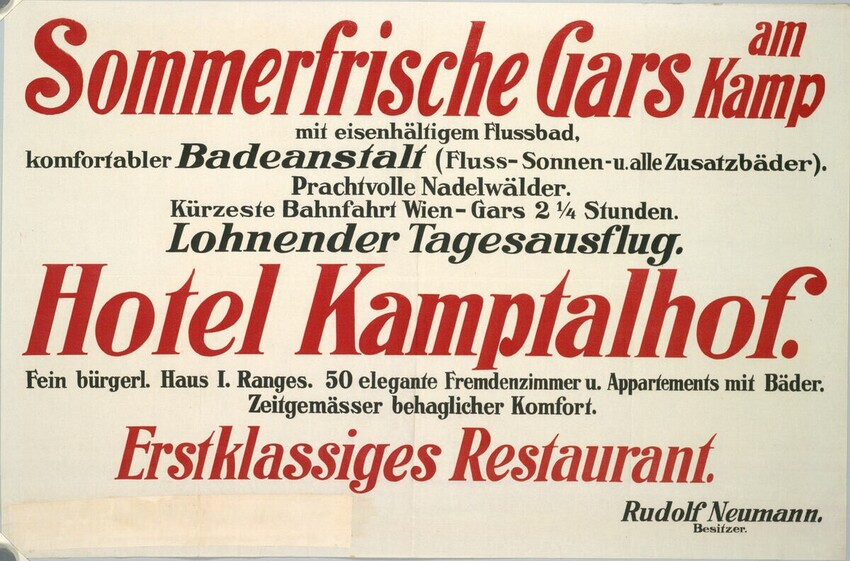
Künstlerisches Plakat für Gars und Kamptalhof
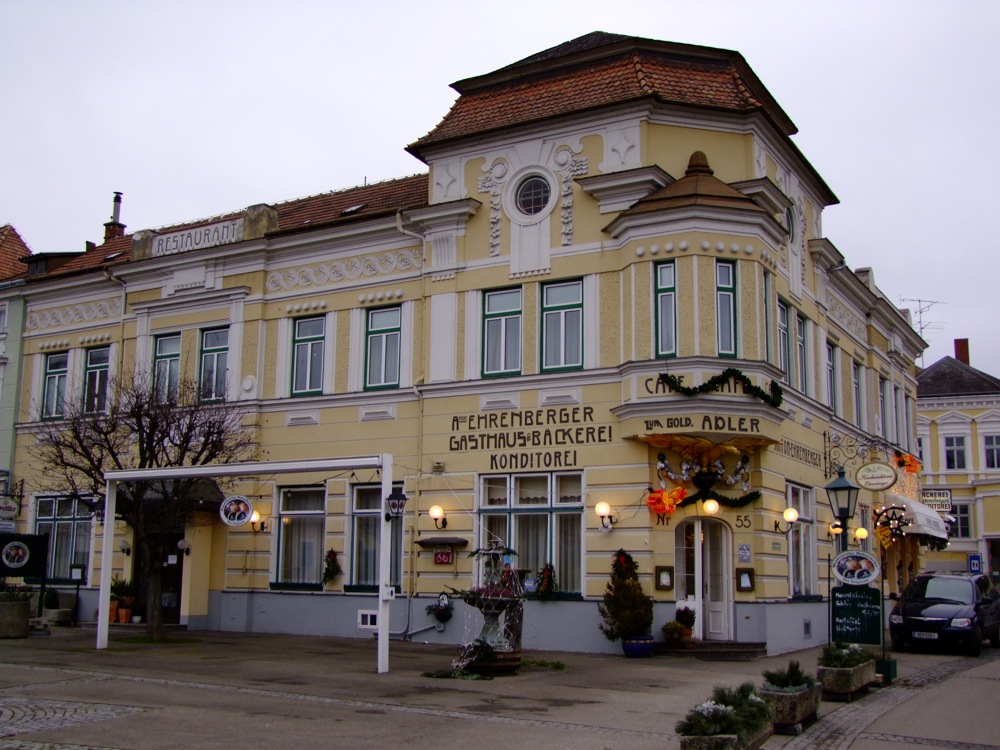
Kurkonditorei Ehrenberger
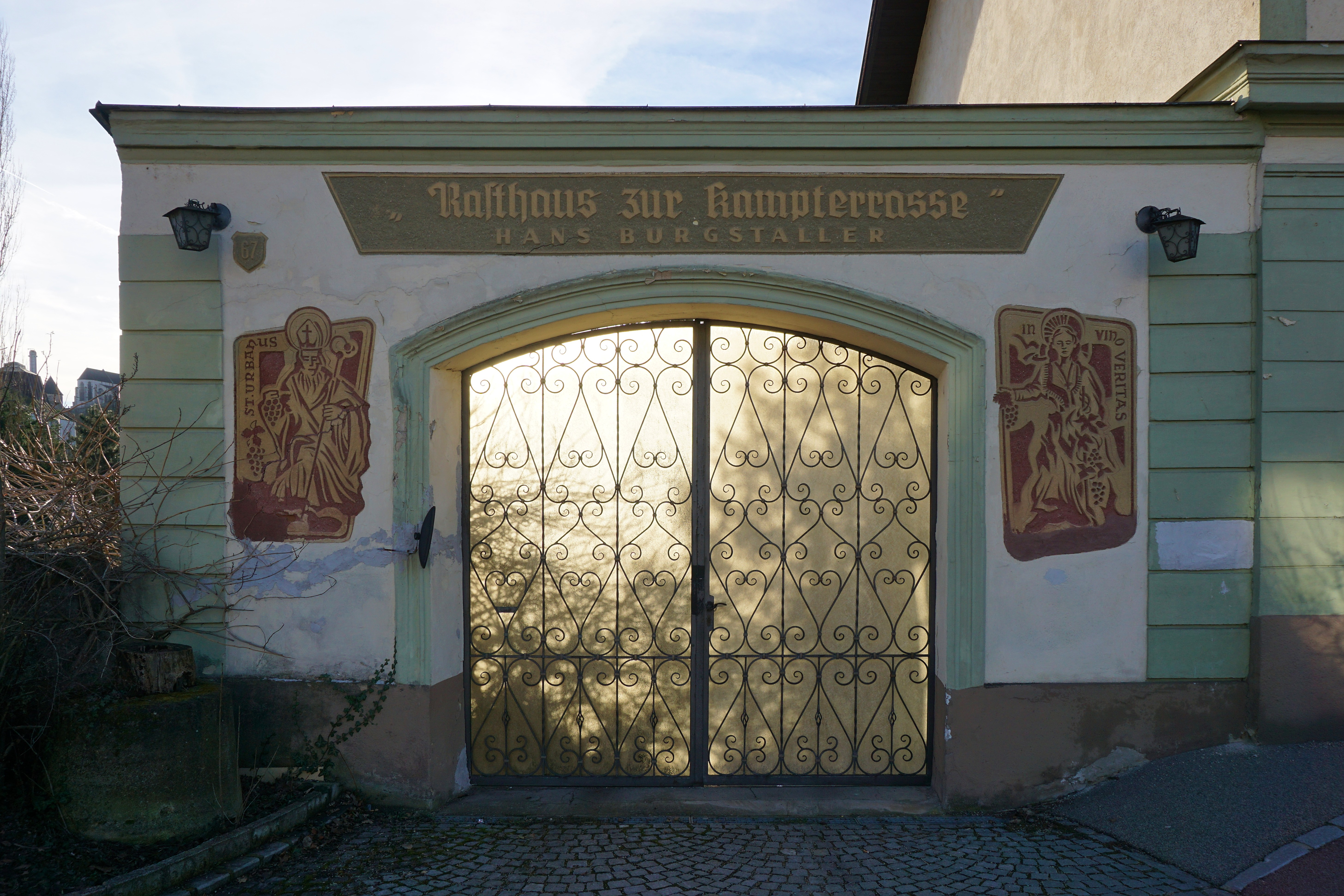
Torbogen, Julius Kiennaststraße 67
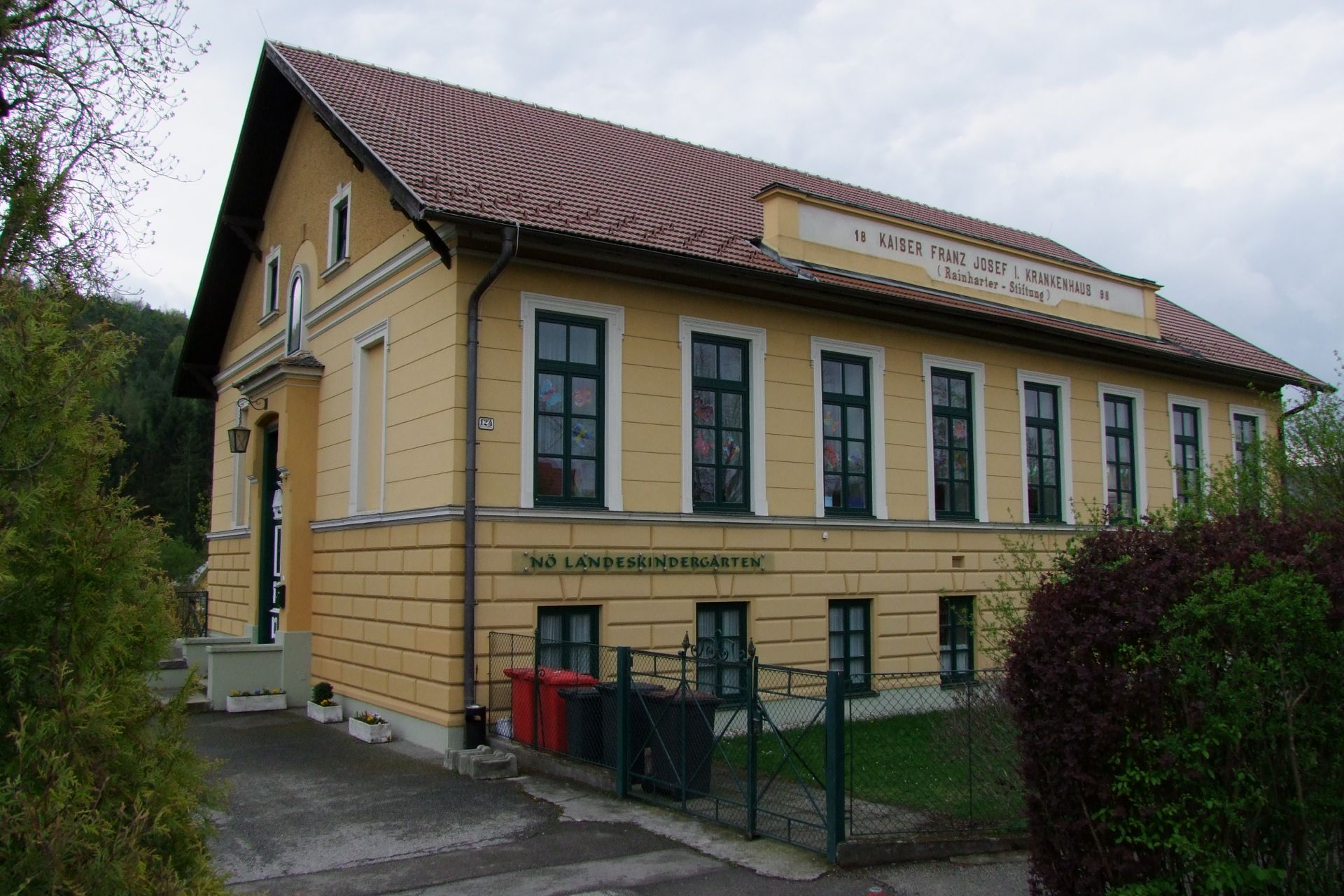
ehem. Kaiser-Franz-Josef-Krankenhaus
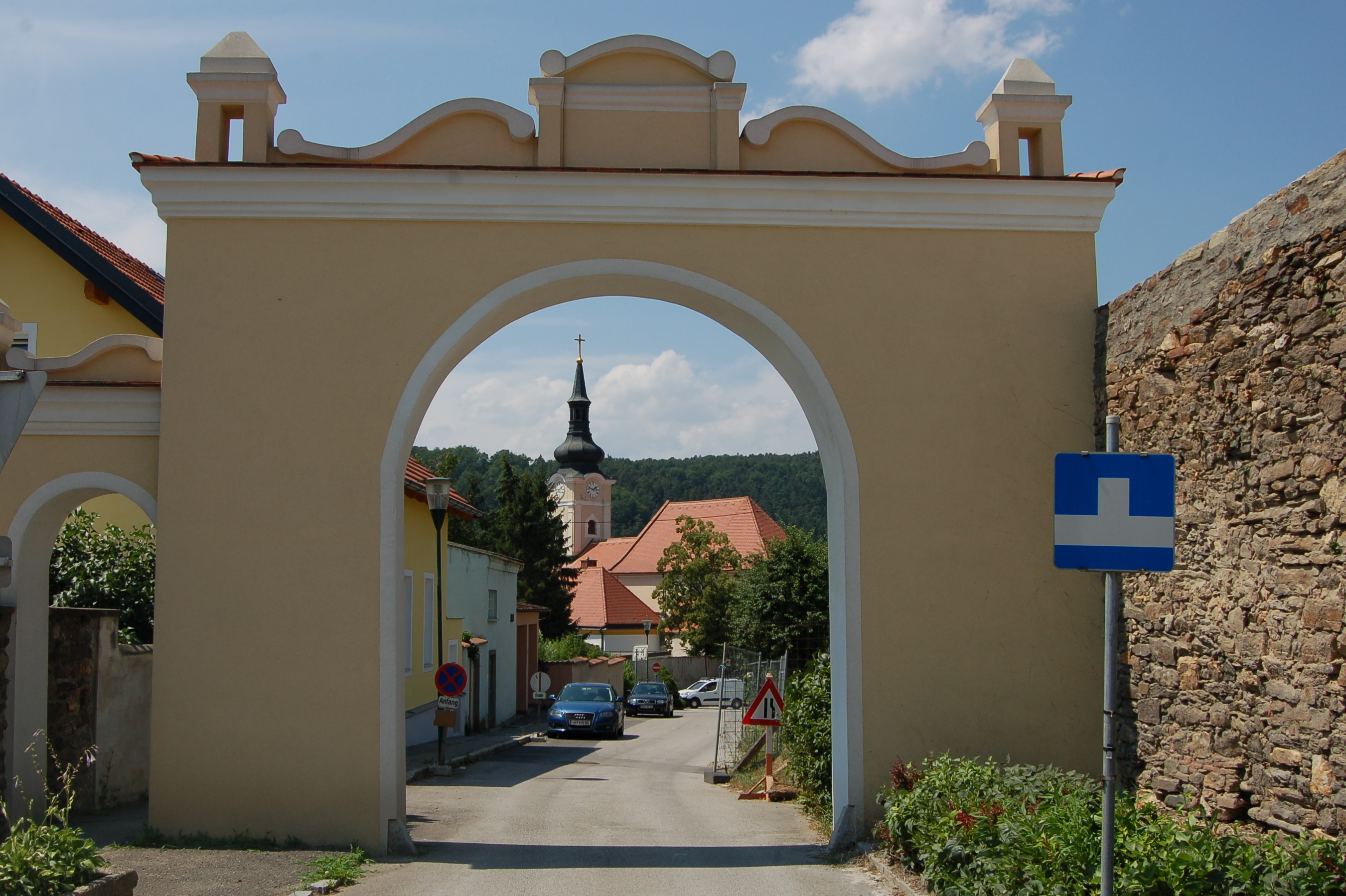
Garser Markttor
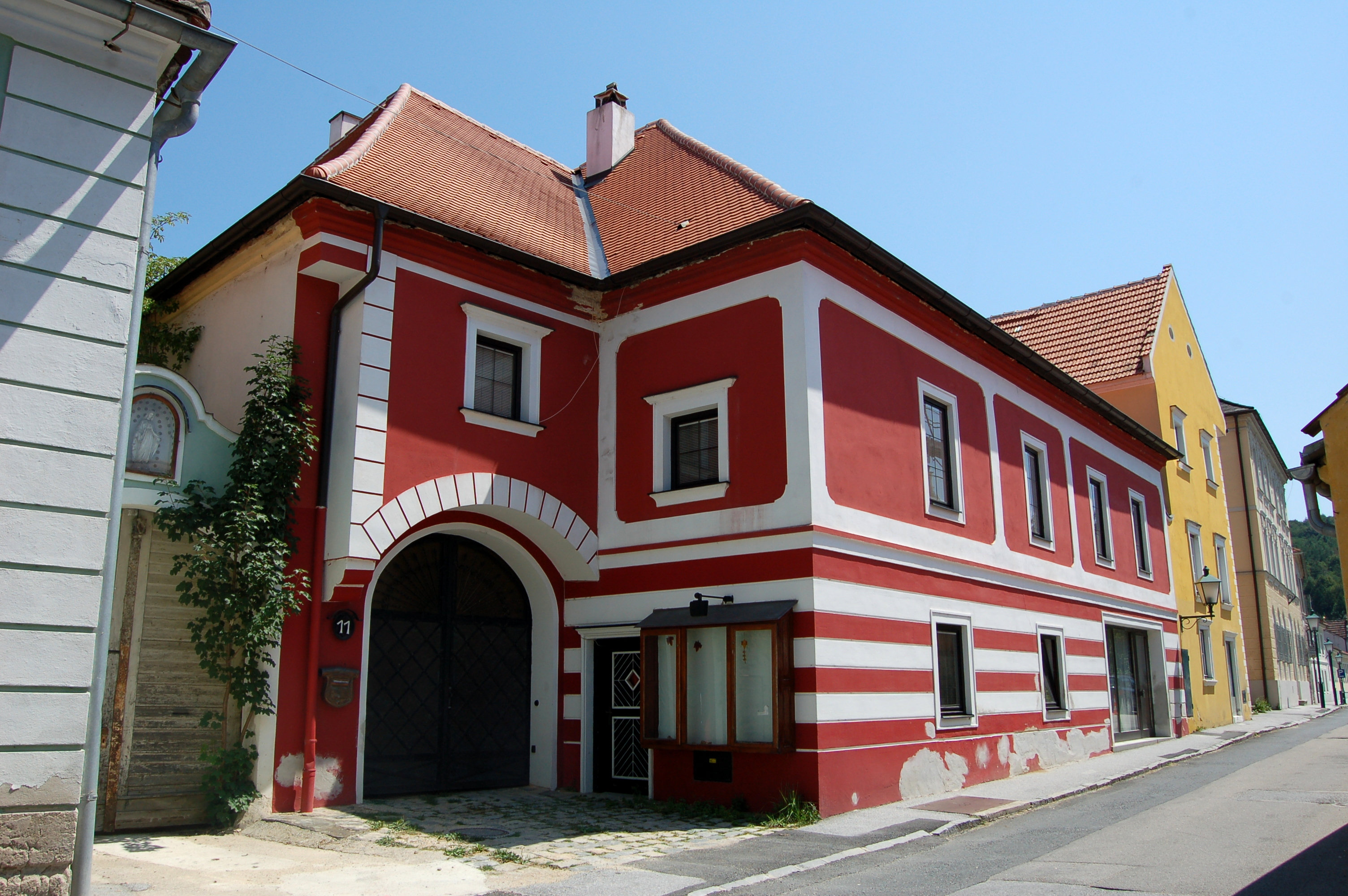
Rainharterstraße 11
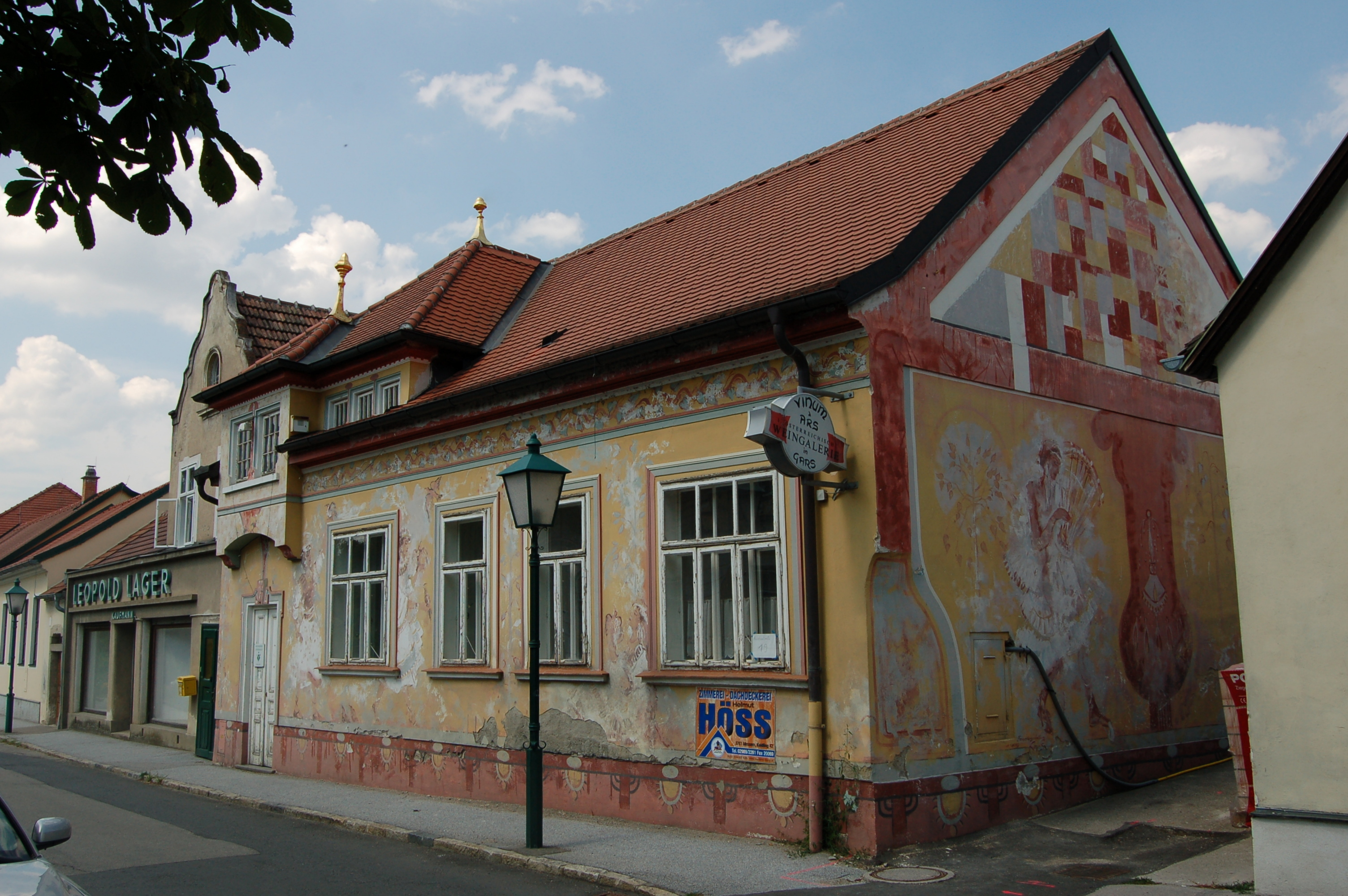
Rainharterstraße 19
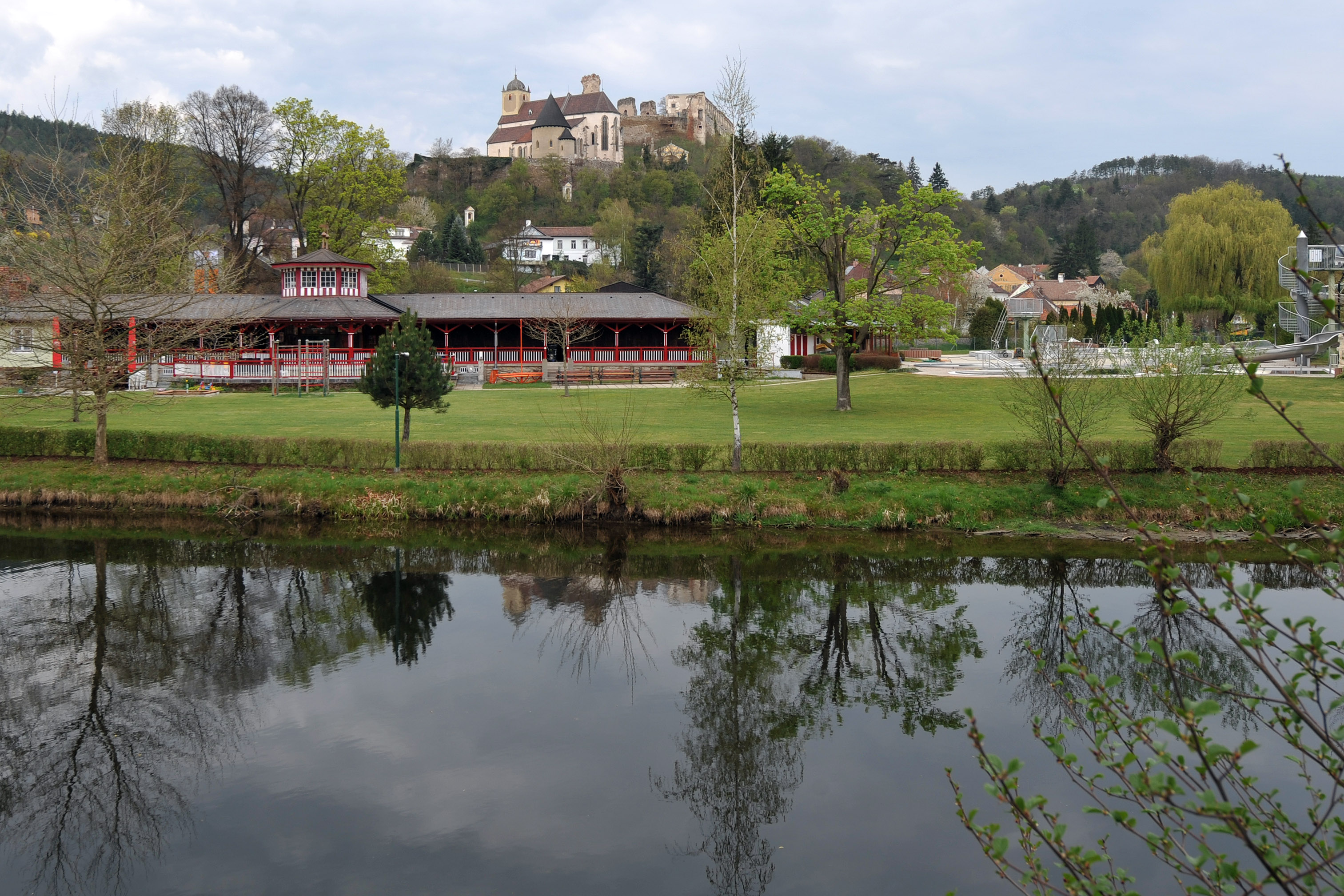
Freibad mit Burgruine und Gertrudskirche
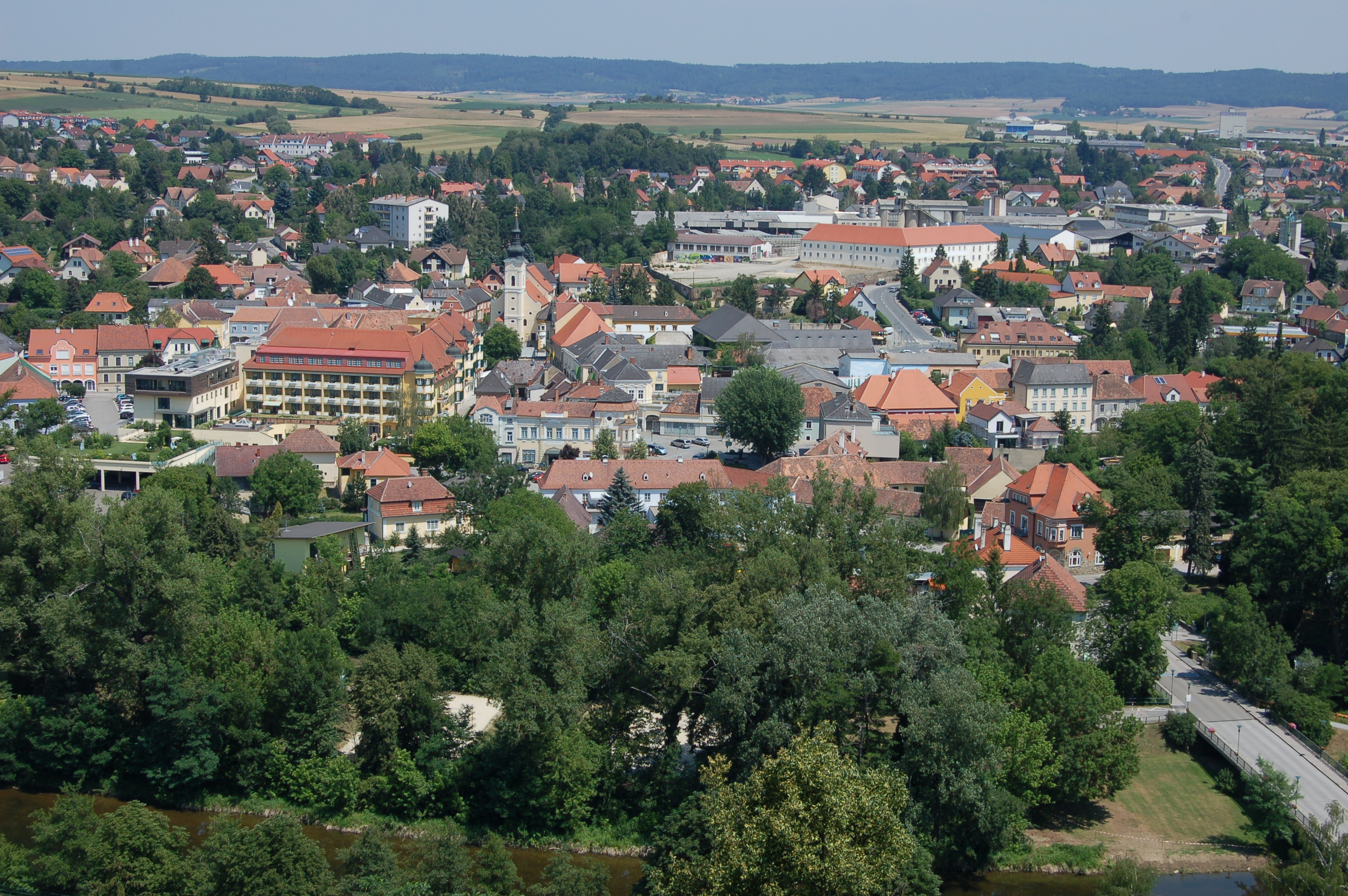
Burgruinen-Blick auf Gars
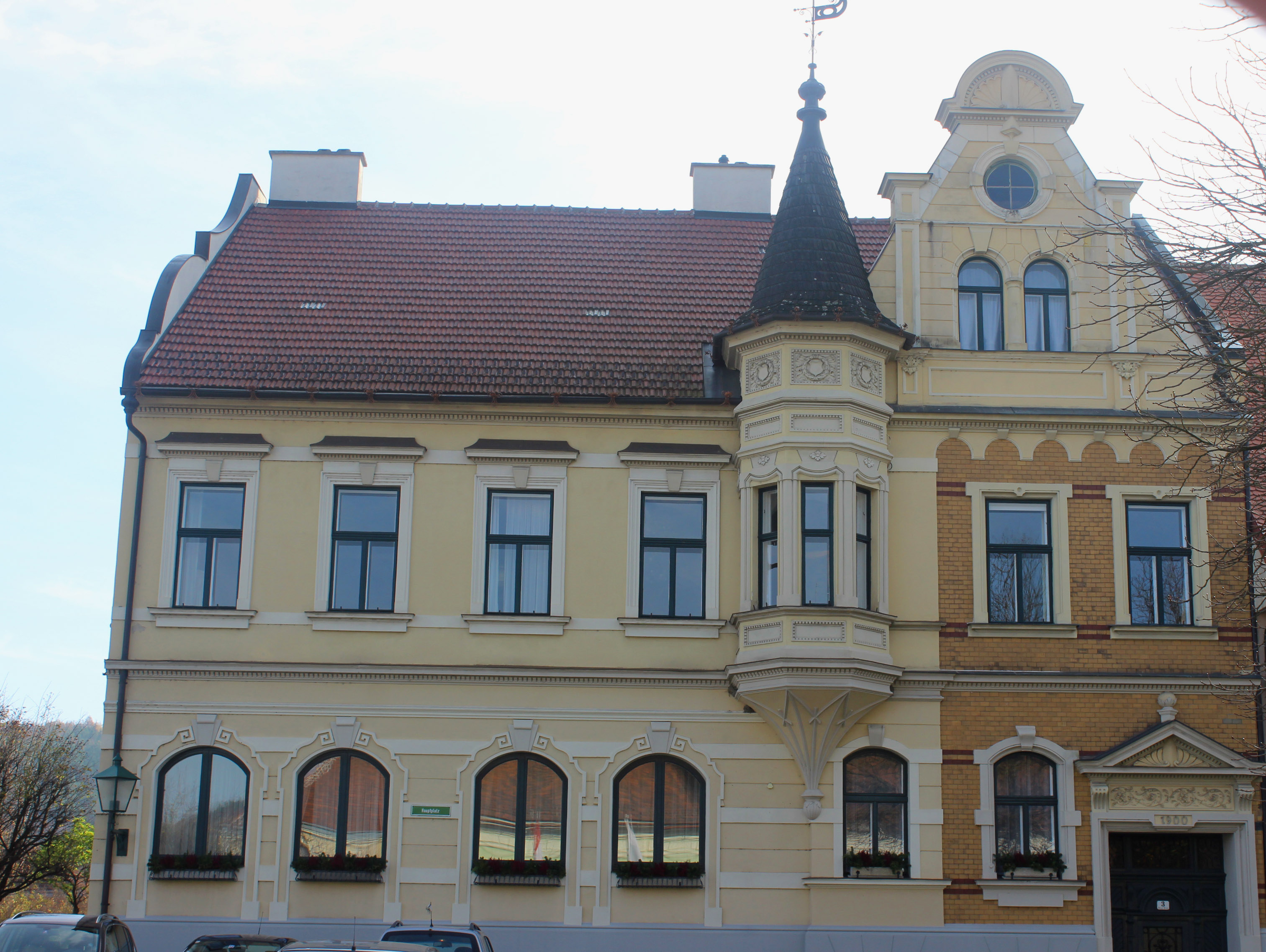
Hauptplatz 3
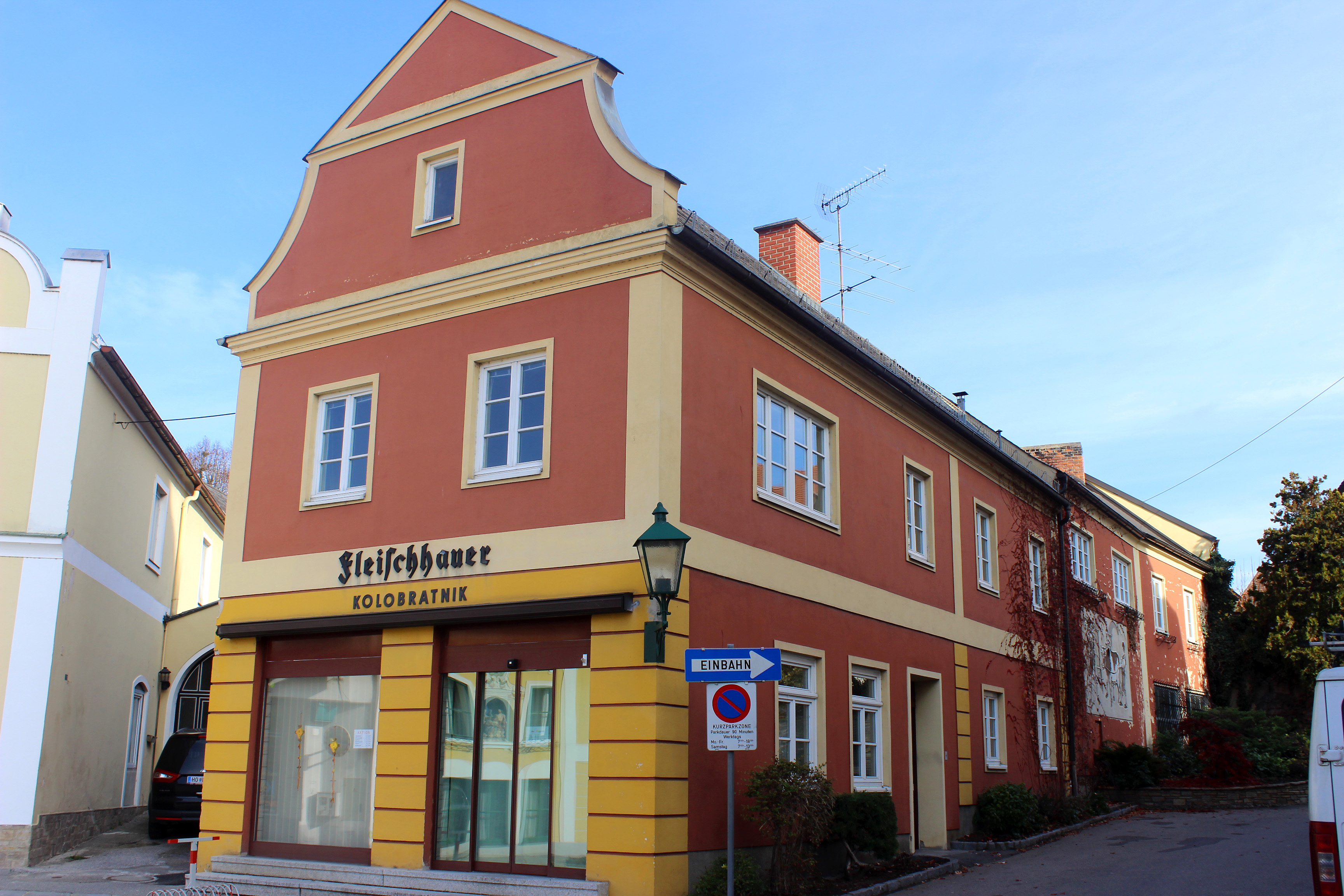
Hauptplatz 92
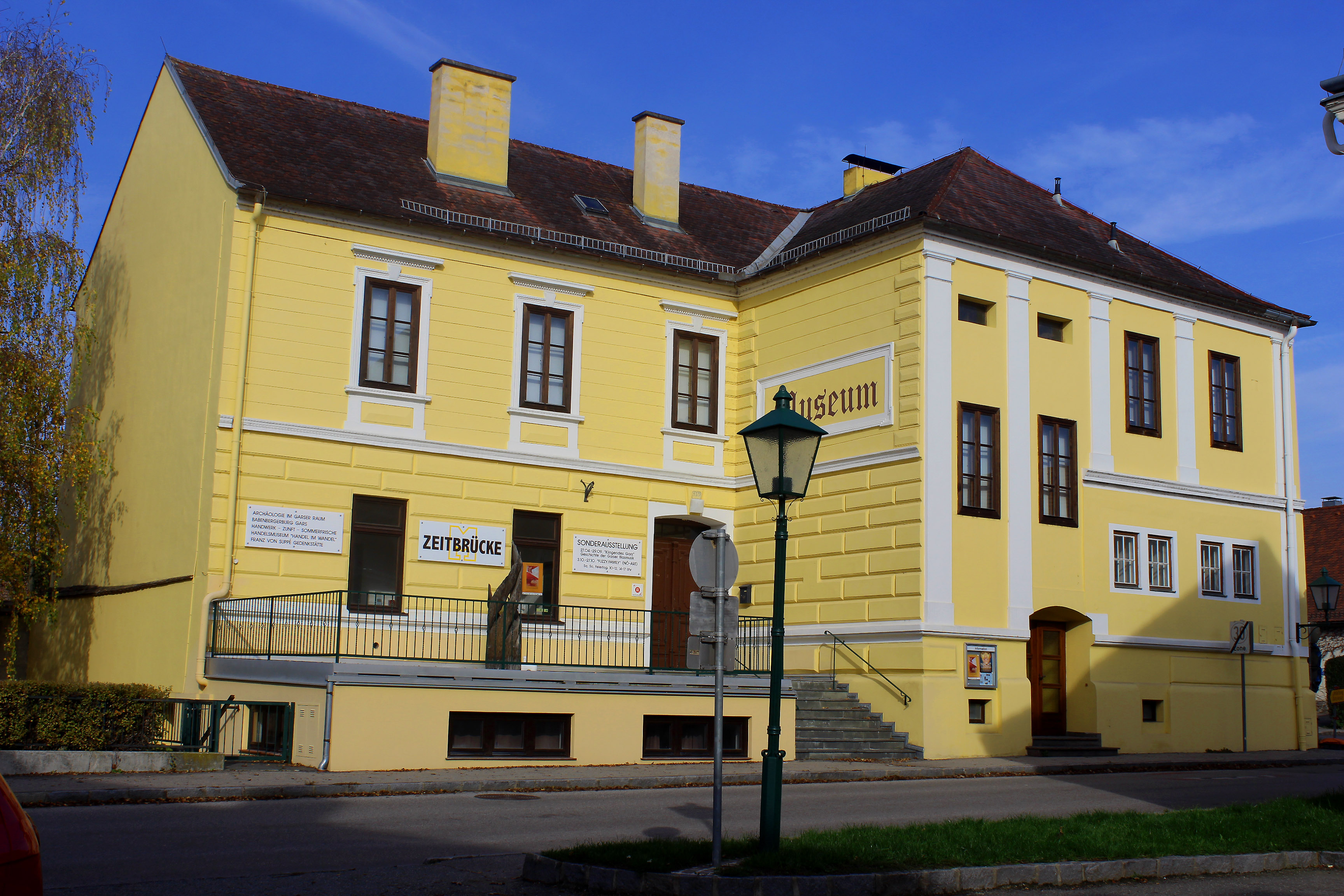
Zeitbrücke-Museum
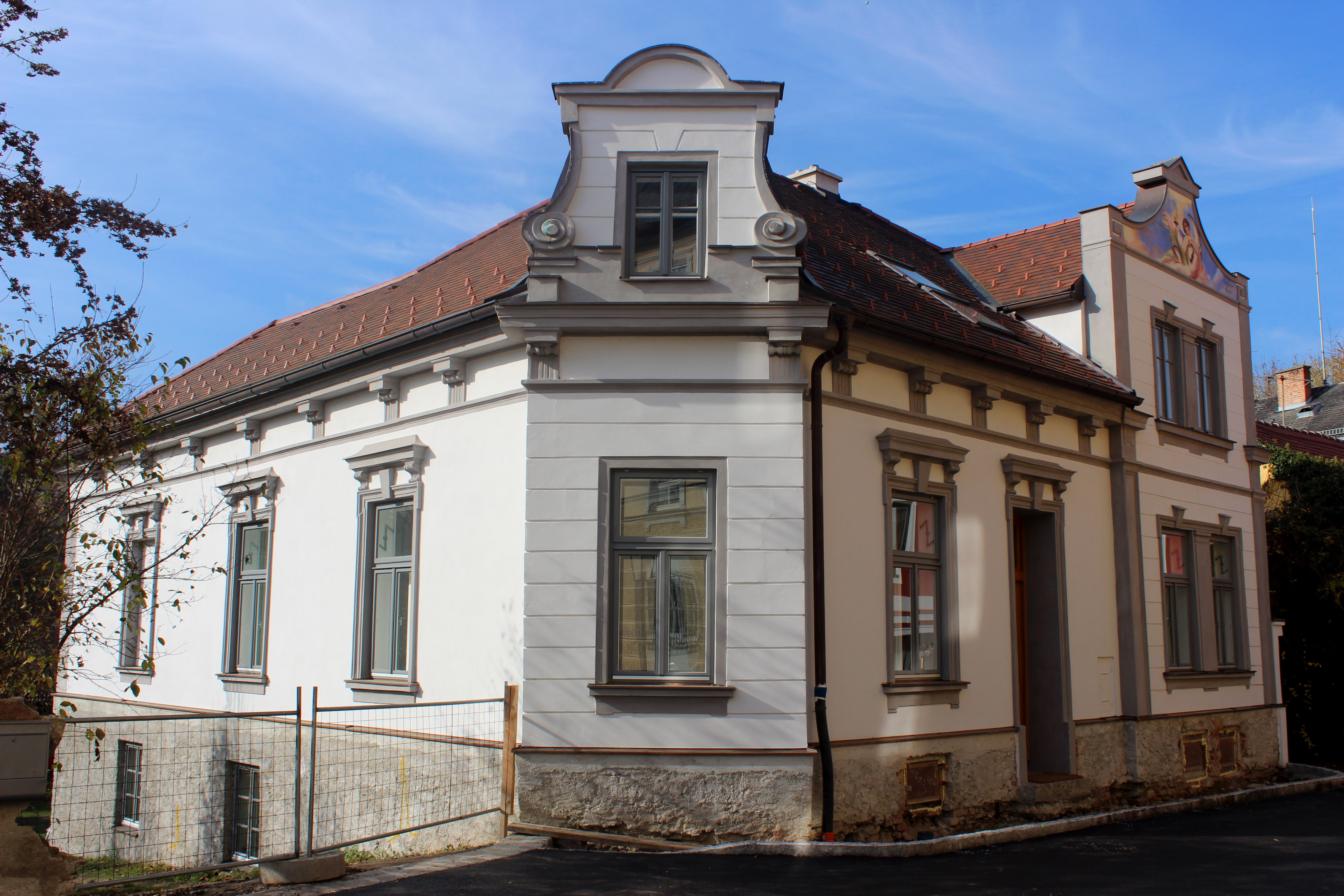
Rainharterstraße 137
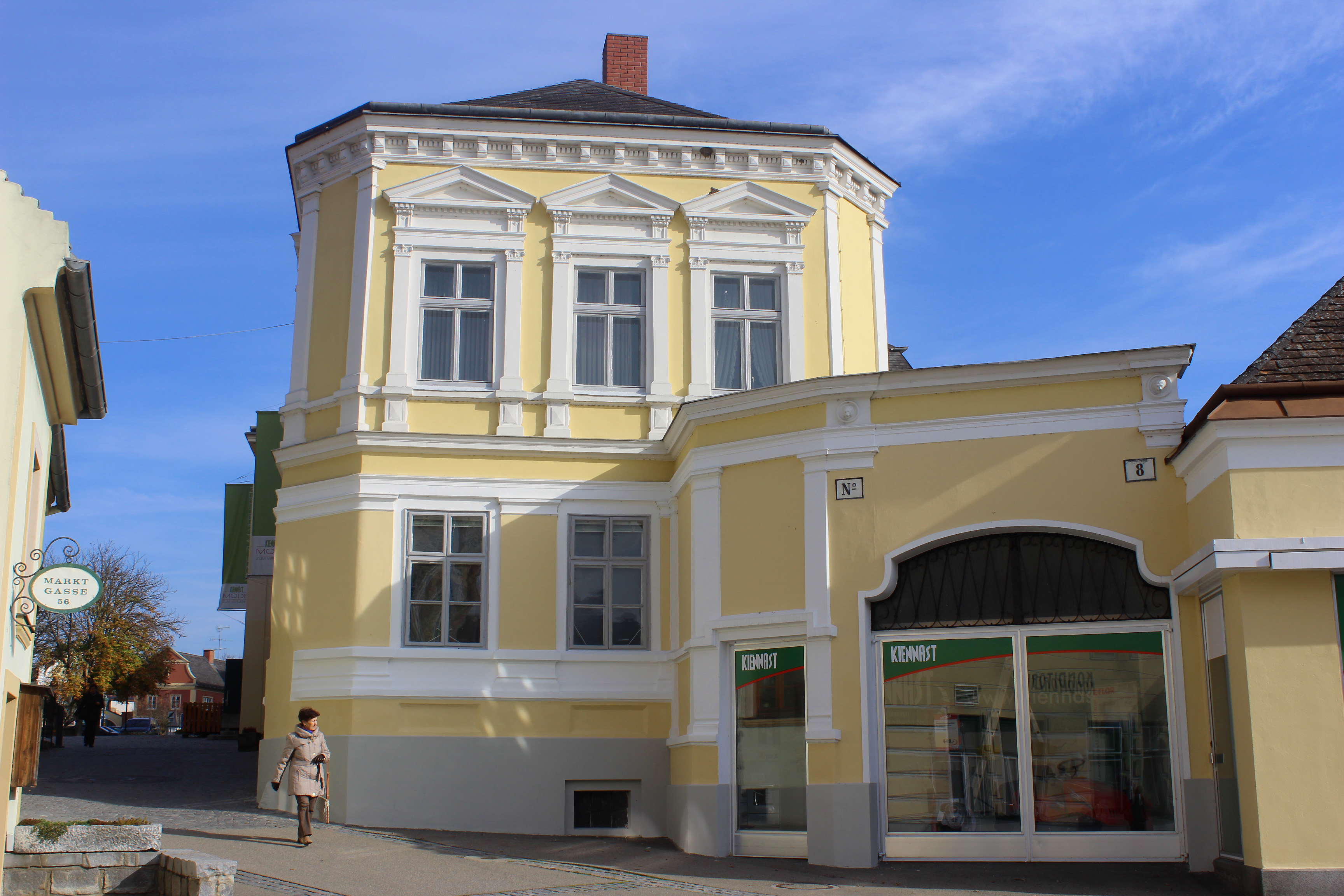
Kiennast-Enge
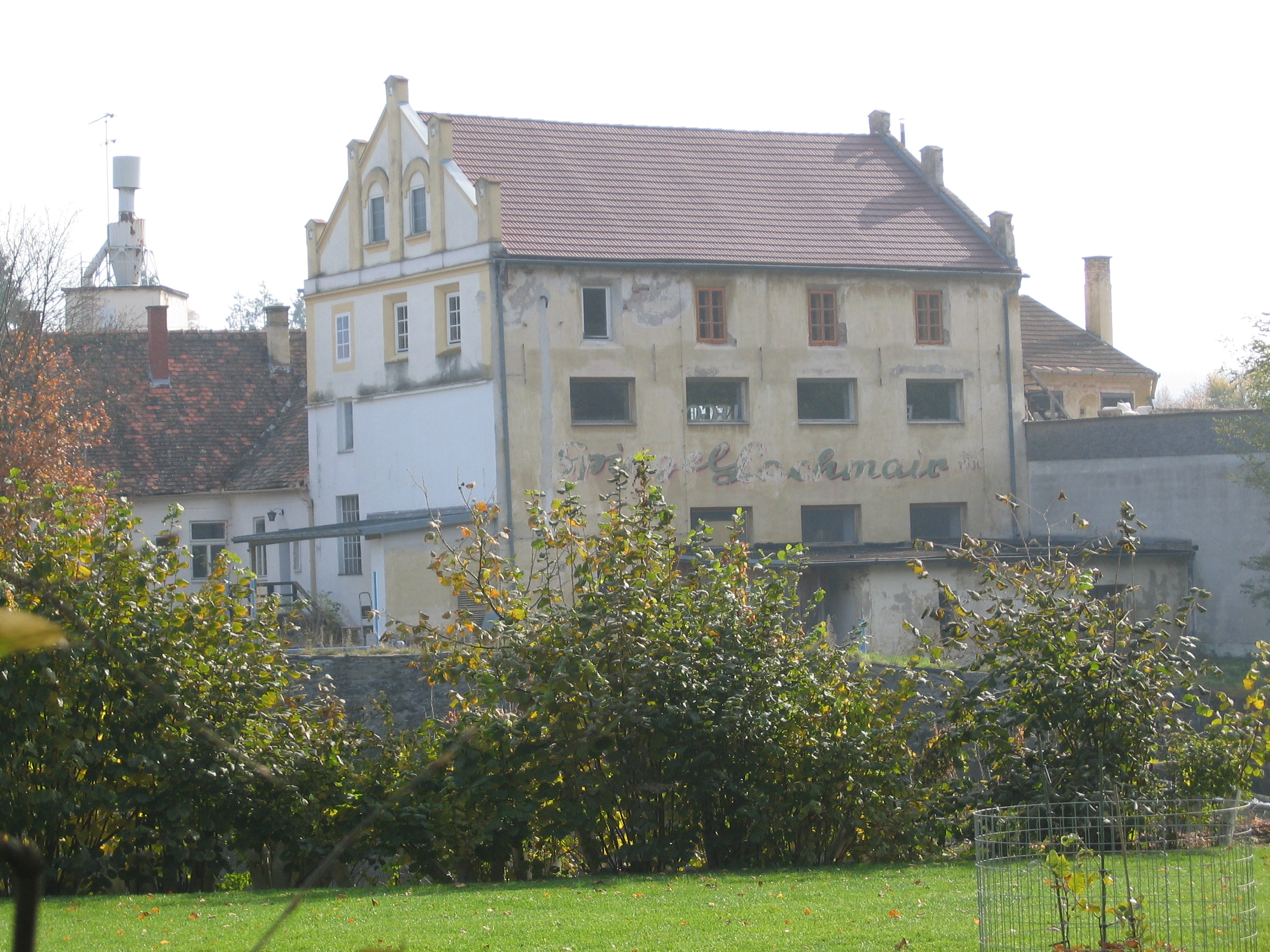
Das Gebäude der einstigen Manigfallmühle
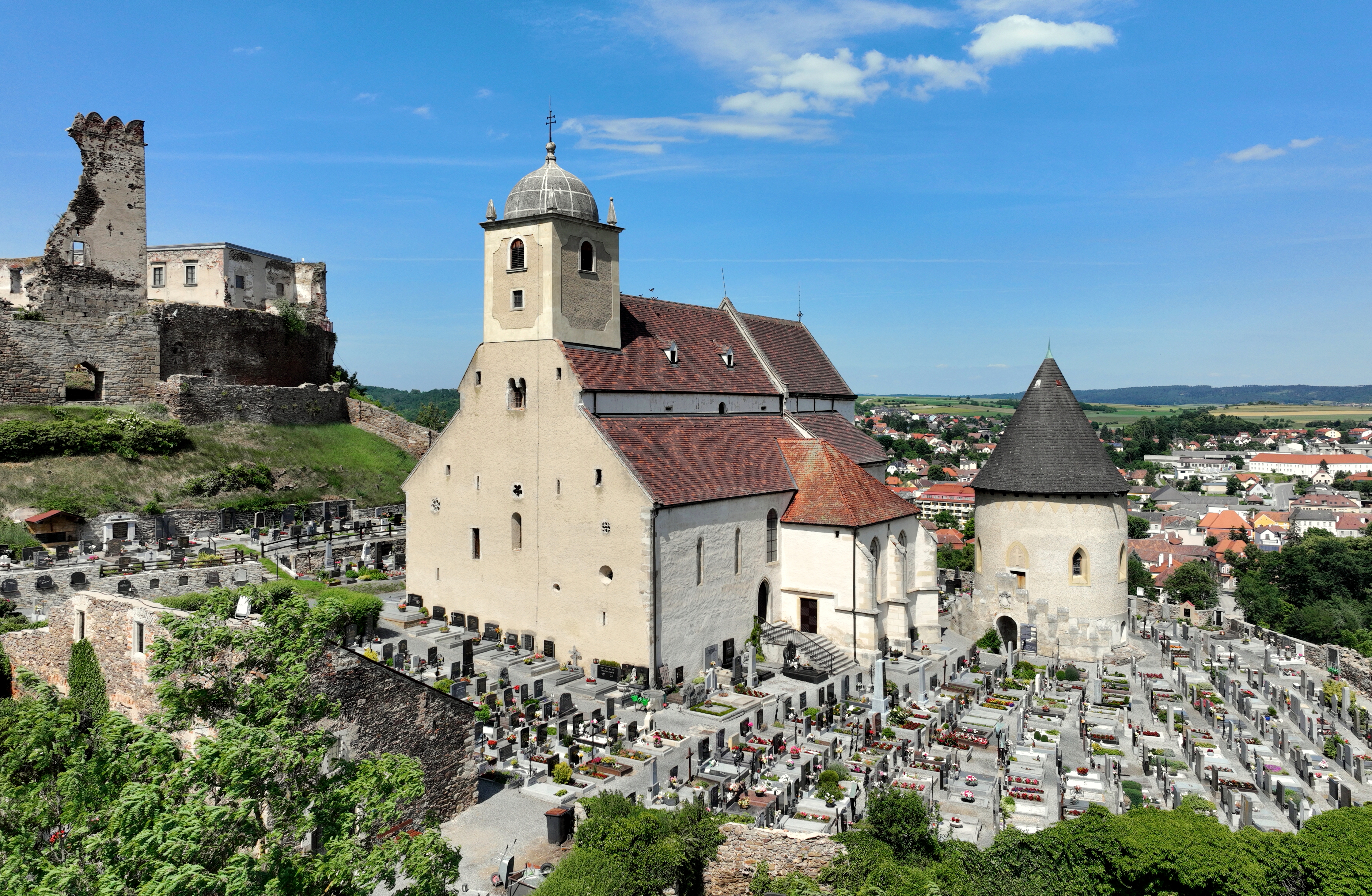
Ehemalige Pfarrkirche Thunau am Kamp
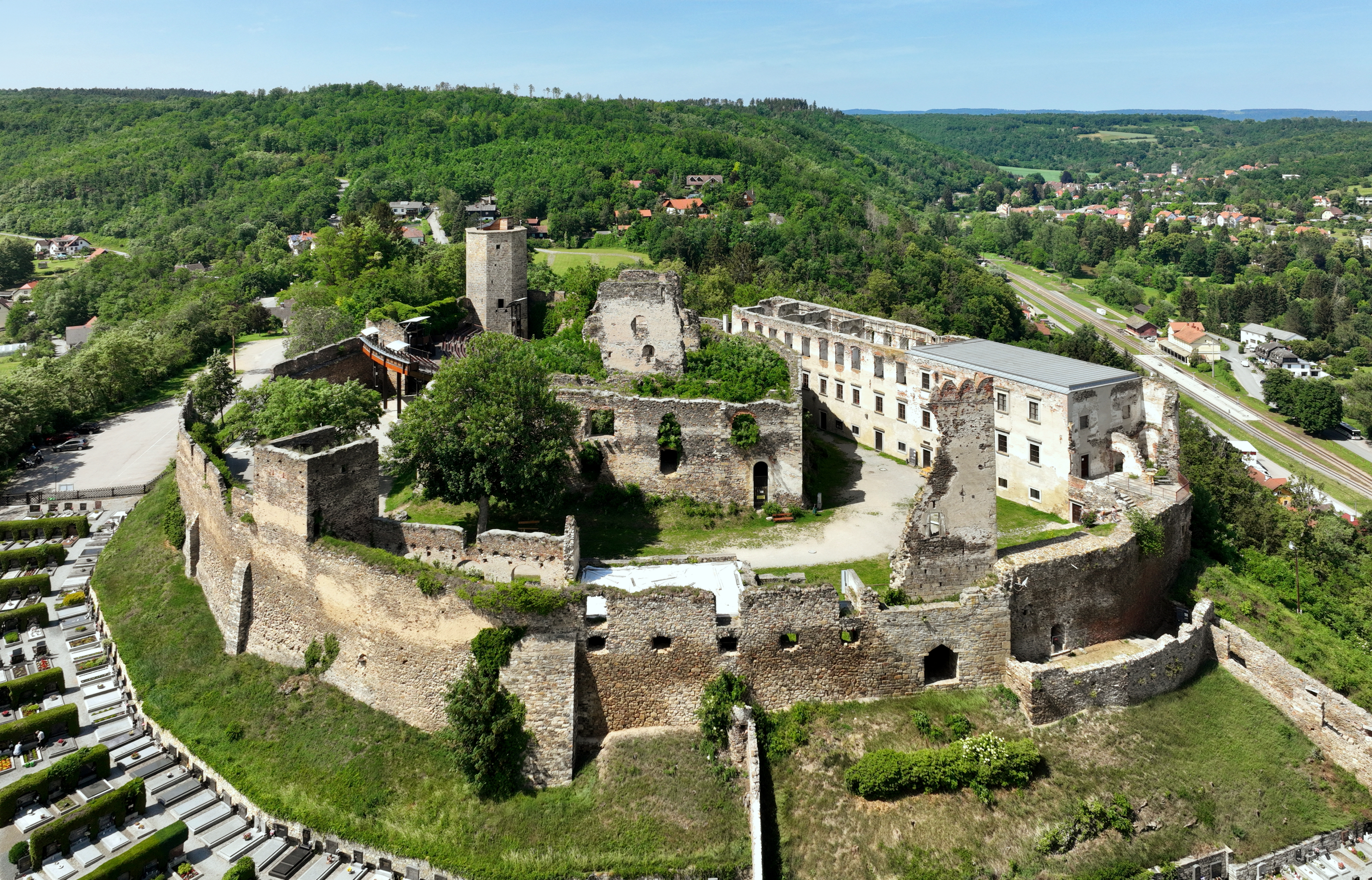
Burgruine Gars
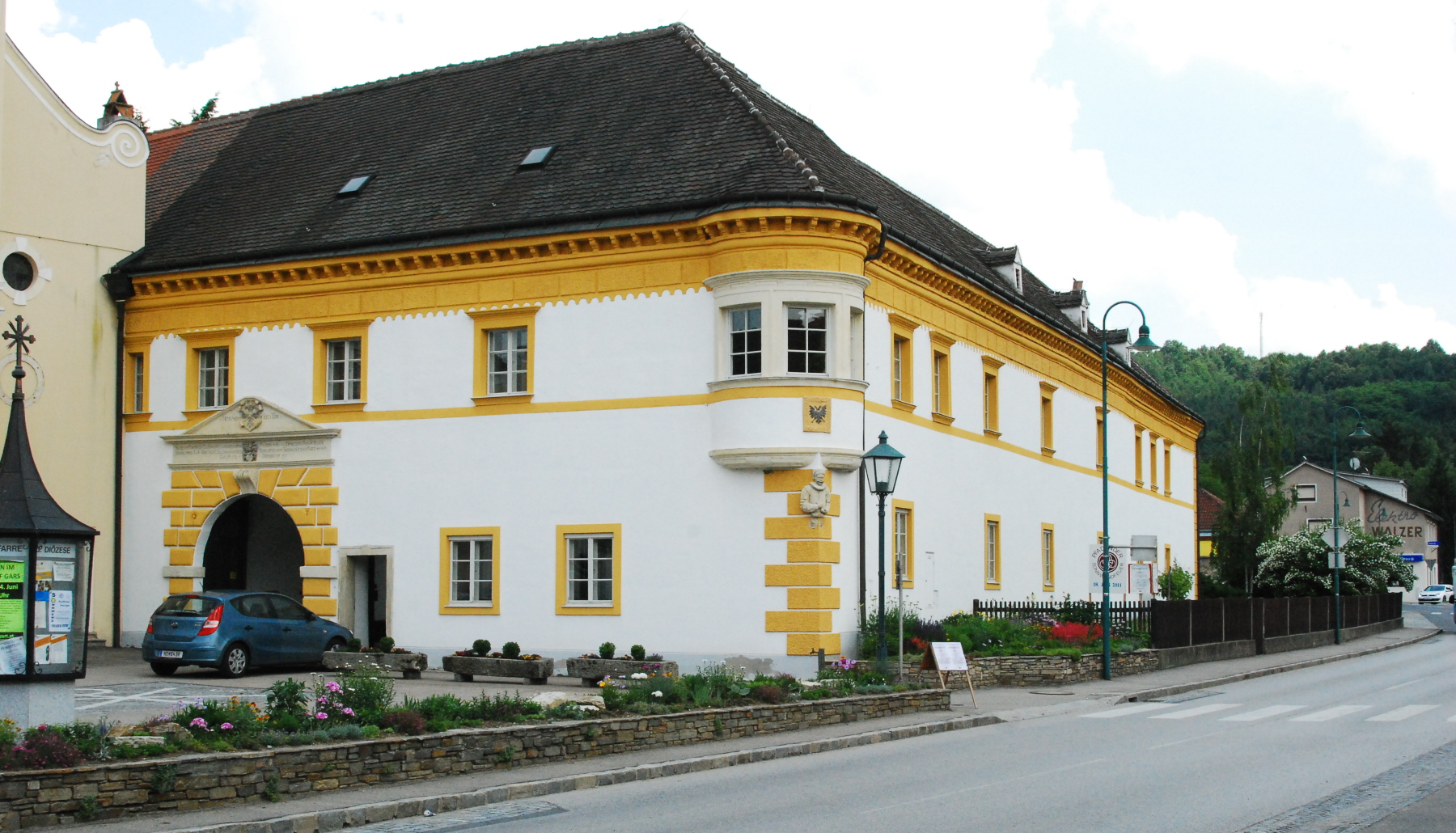
Pfarrhof
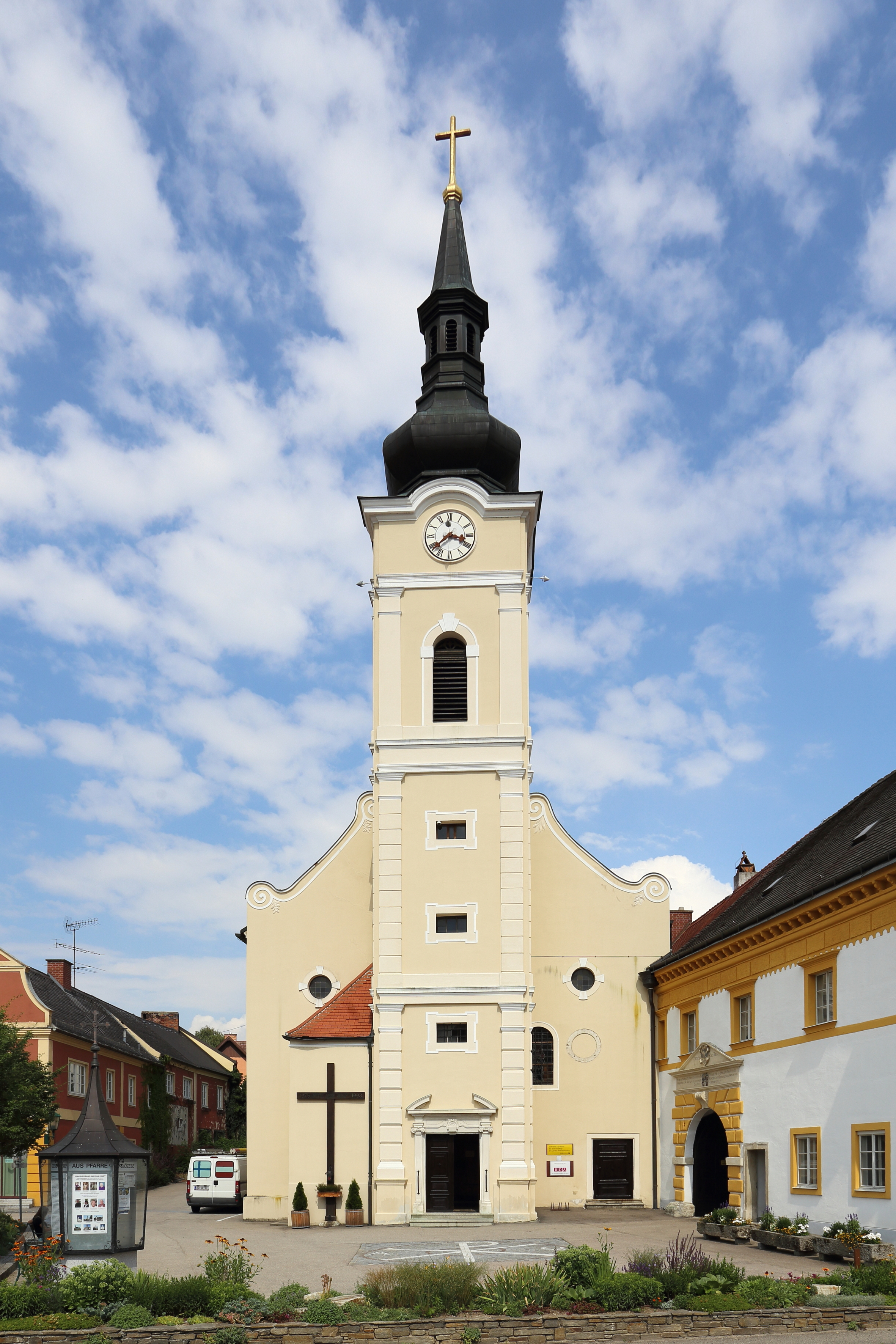
Garser Pfarrkirche
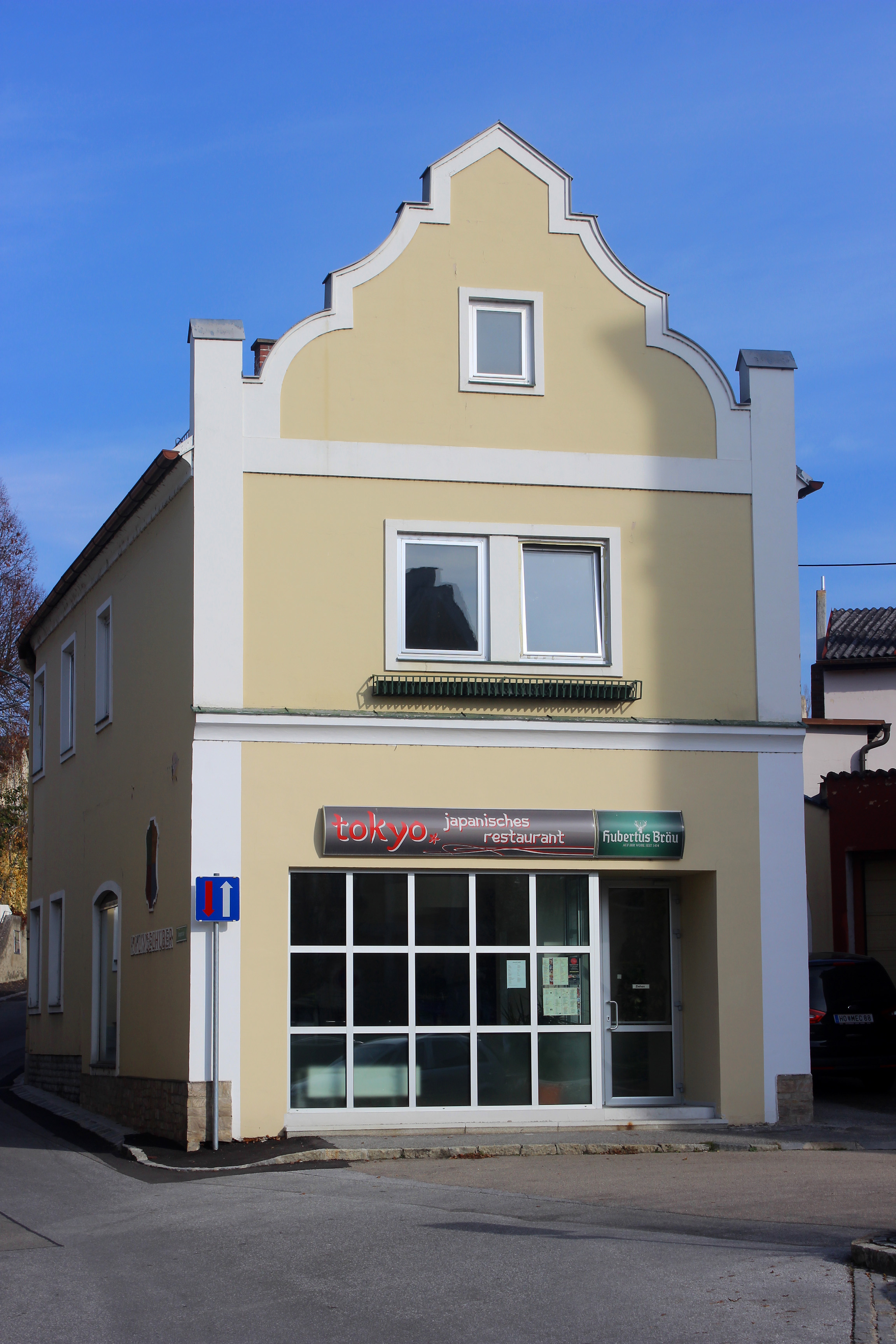
Hauptplatz 199
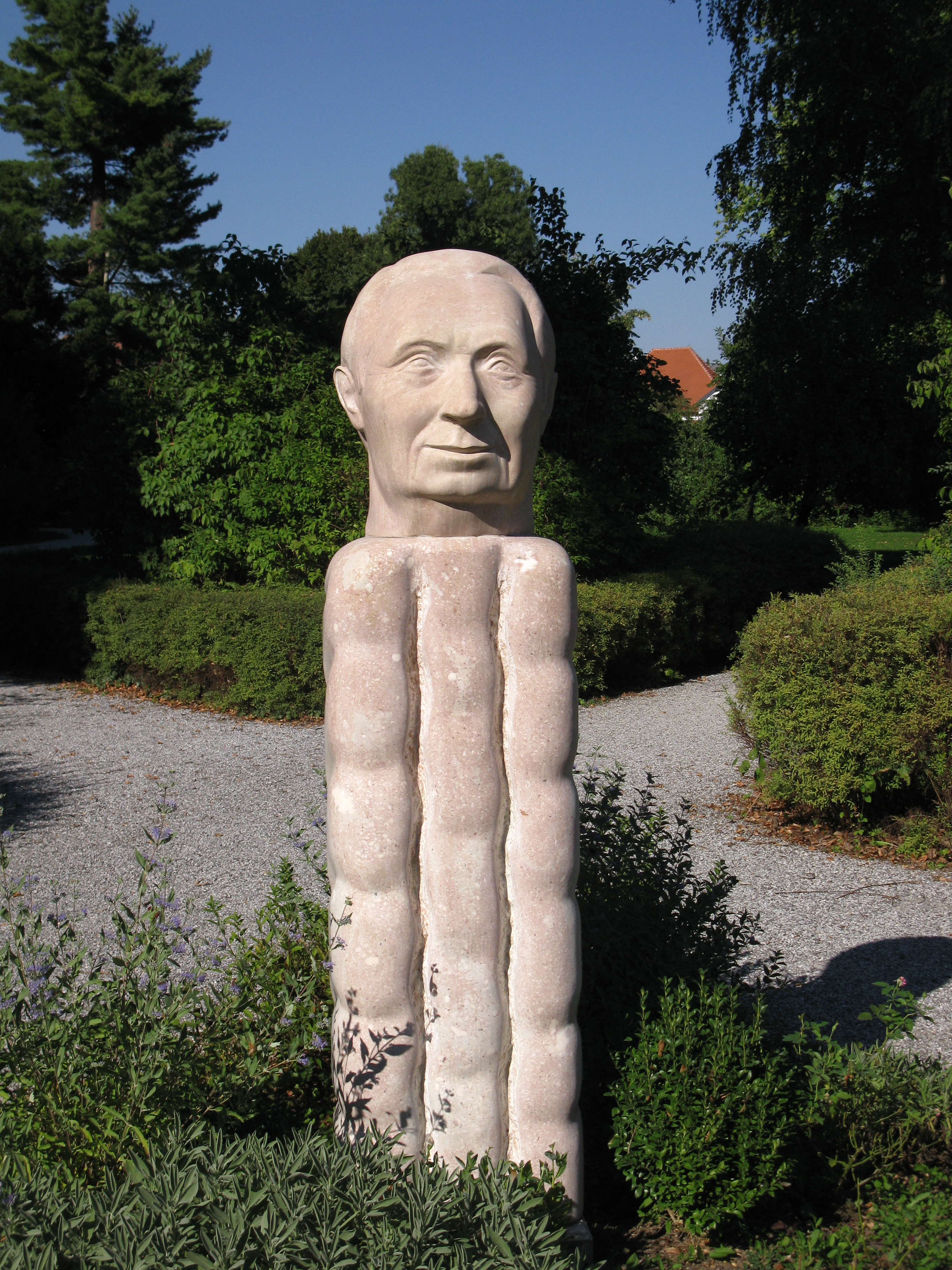
Garser Dungl-Denkmal
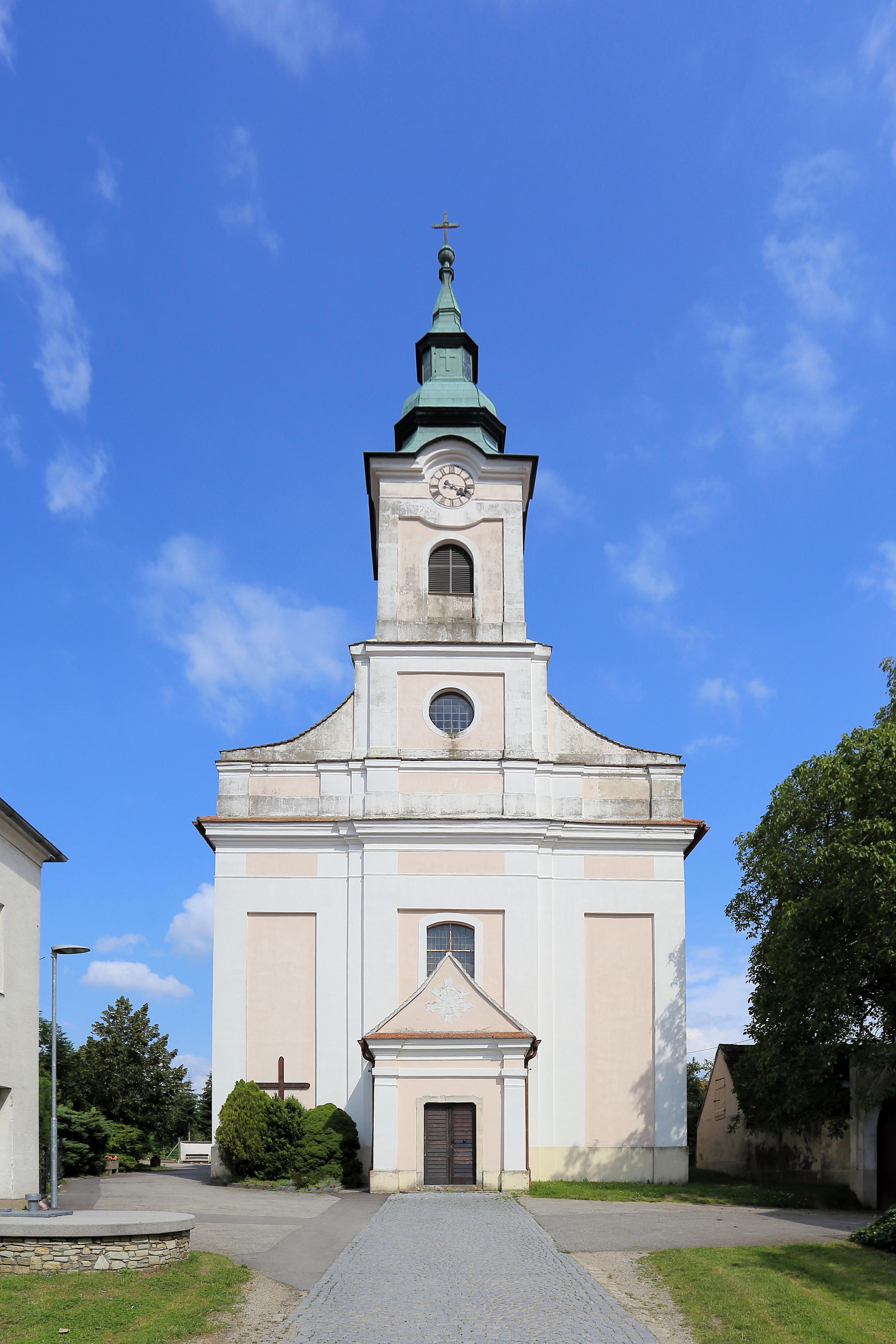
Pfarrkirche Tautendorf

Buchberg am Kamp

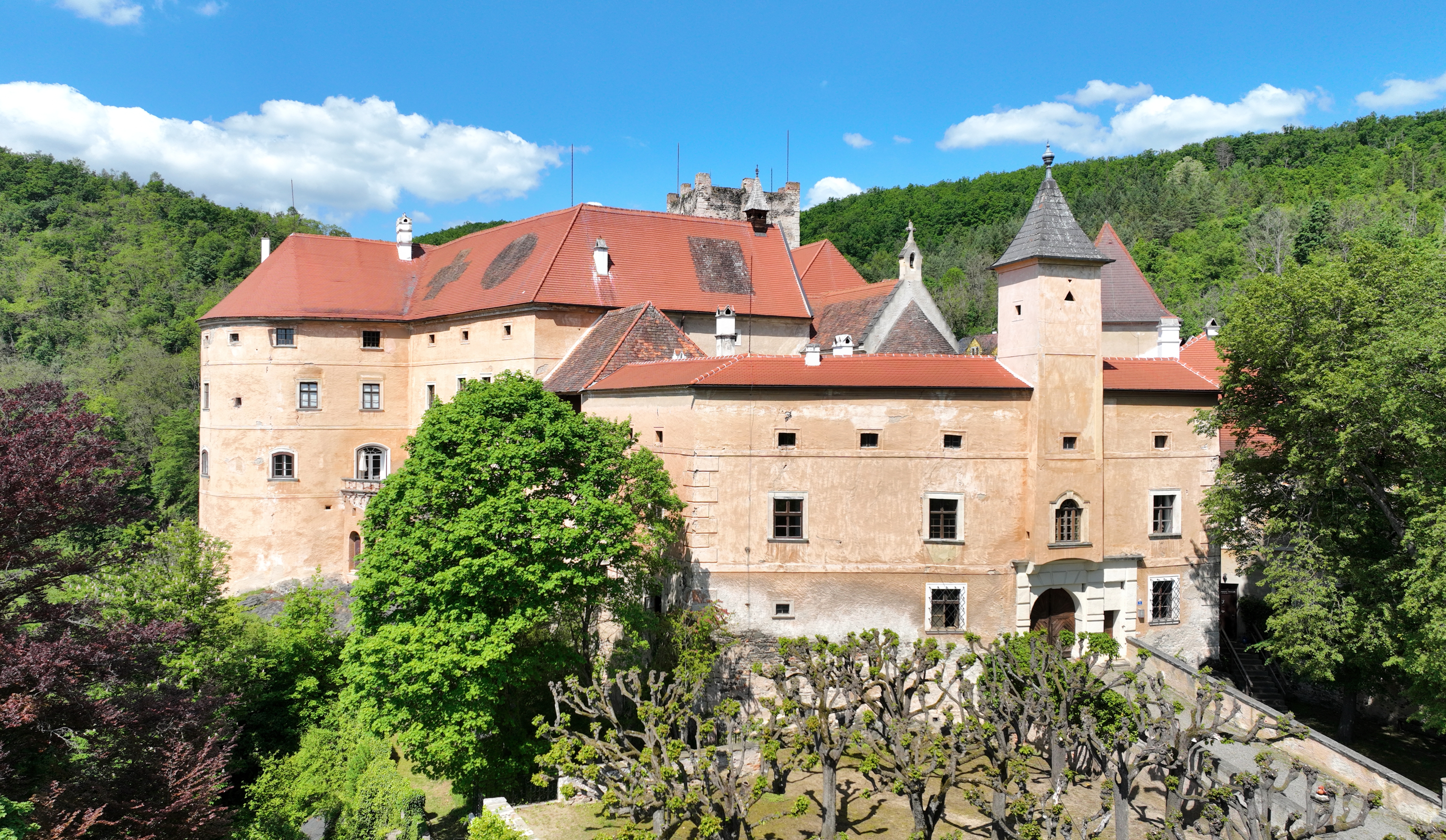
Schloss Buchberg

- Schloss Buchberg in dem Dieter und Gertraud Bogner den Kunstraum Buchberg betreibt

Gars am Kamp
- Denkmalgeschützter Ortskern rund um den Hauptplatz und Dreifaltigkeitsplatz mit einer kleinen Fußgängerzone
- Katholische Pfarrkirche Gars am Kamp Hll. Simon und Thaddäus: Urkundlich 1282 erwähnt. Nach dem Brand 1724 wurde bis 1727 ein schlichter barocker Neubau unter Verwendung älterer Teile und des Chores (von 1593 bzw. 1623) errichtet.
- Kath. Pfarrhof; ein 1595 errichteter hakenförmiger, zweigeschoßiger Bau mit rundem Eckerker
- Rathaus
- Ehemaliges Redemptoristinnenkloster
- Jahrhundertwendevillen in der Apoigerstraße, Wozniczakgasse und in Manigfall (Horner Straße 200 ff.)
- Kurpark, 1908 im historischen Stil eines Stadtparks angelegt; beinhaltet den historischen Musikpavillon, das Rehabzentrum, eine Willi-Dungl-Büste und ein Falco-Denkmal[43]

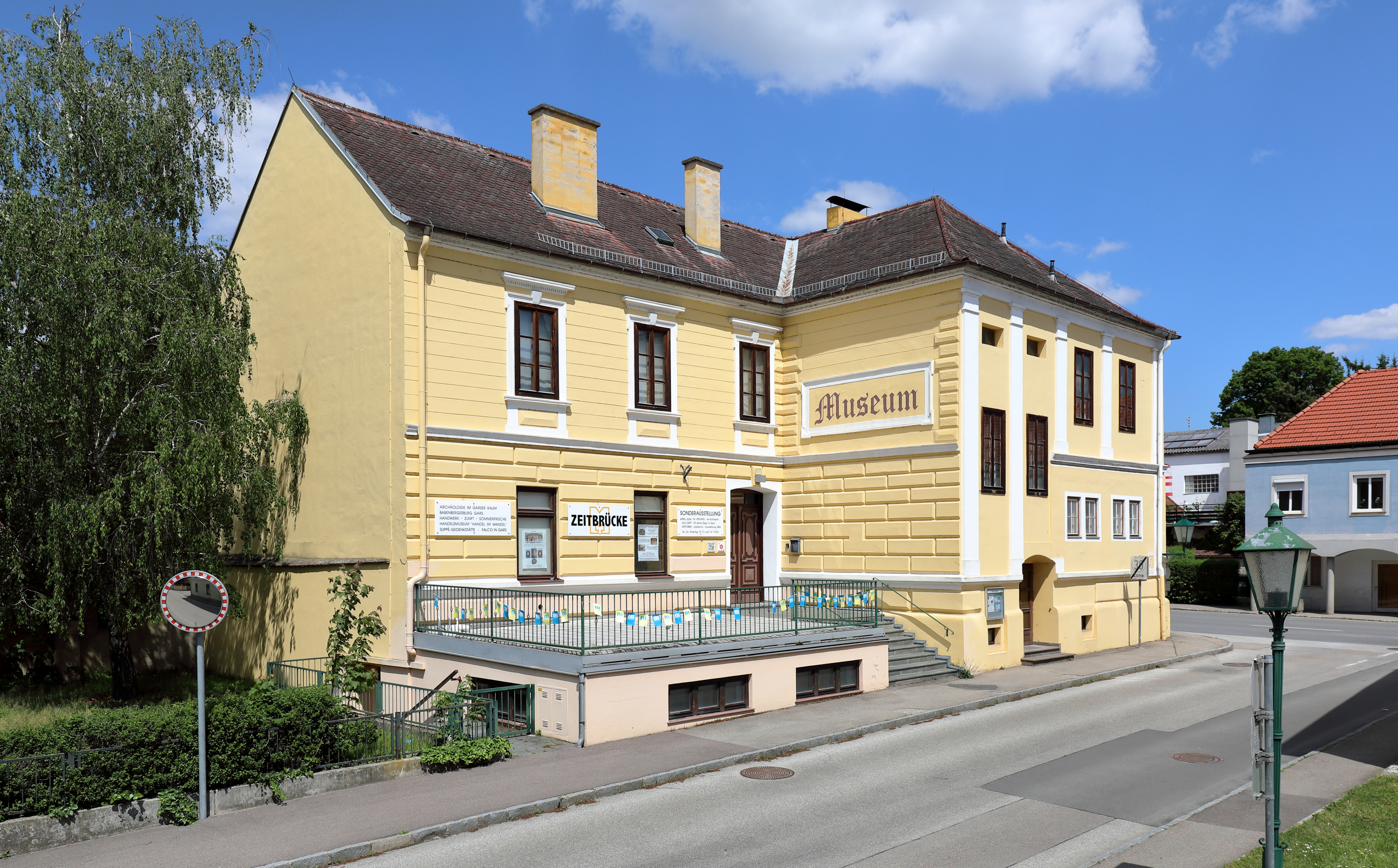
Zeitbrücke-Museum

- Das „Zeitbrücke-Museum“ zählt aufgrund seiner um 1900 erfolgten Gründung zu den zehn ältesten niederösterreichischen Gemeinde-Museen.[44] 1979 übersiedelte das Museum an seinen heutigen Standort, wo es seit 2002 in dem 1883 vom Maurermeister Leopold Wieser als Schule errichteten Eckbau (Kollergasse 155) auf drei Etagen folgende Sammlungen vereint: „Archäologie im Garser Raum“, „Babenberger und Burgenraum“, Ortsgeschichte mit Zunft und Handwerk, Handelsmuseum „Handel im Wandel“, „Franz-von-Suppè-Gedenkstätte“ sowie „Sommerfrische Gars“ und Zeitgeschichte. Neben diesen Dauer-Ausstellungsmodulen sind während des Jahres mehrere Sonderausstellungen in einem eigens dafür bestimmten Ausstellungsraum zu sehen.
- Feuerwehrmuseum[45]
- Hamerlingwarte
- Falco-Villa, Horner Straße 214

Maiersch
- Kath. Filialkirche Hll. Philipp und Jakob

Tautendorf bei Gars
- Katholische Pfarrkirche Tautendorf hl. Josef

Thunau am Kamp
- Ehemalige katholische Pfarrkirche Thunau am Kamp hl. Gertrud
- Burgruine Gars am Kamp
- Ruine Schimmelsprung
- Befestigte Höhensiedlung Thunau am Kamp
- ehemaliges Hotel und Terrassen-Café Blauensteiner, Villengasse

Traditionelle Veranstaltungen
- März/April: Garser Wein
- Februar–Dezember: Viktualienmarkt am Hauptplatz (Samstag 8 bis 12 Uhr)
- Juli: Garser Kirtag
- Juli–August: Oper Burg Gars (Opernfestival auf der Burgruine Gars-Thunau)
- Dezember: Garser Christkindlmarkt

### Dialog im Kamptal
Diese überparteiliche Plattform wurde 2019 durch Georgia Kazantzidu und Matthias Laurenz Gräff als private Initiative zur politischen Kommunikation und Partizipation im Atelier Gräff im Ortsteil Zitternberg begründet und steht in der Tradition eines Literarischen Salons. Die laufenden Veranstaltungen dienen der Information, dem Austausch und dem Dialog über relevante politische und gesellschaftliche Themen. Mitwirkende waren des Weiteren die Politiker Erhard Busek, Wolfgang Brandstetter, Karin Kneissl, Hannes Swoboda, Botschafter Wolfgang Petritsch, Journalist Helmut Brandstätter, Paneuropa-Präsident Karl Habsburg und Physiker Werner Gruber.

## Wirtschaft und Infrastruktur
Im Jahr 2010 gab es 119 land- und forstwirtschaftliche Betriebe, davon 51 Haupterwerbsbetriebe. Im Produktionssektor beschäftigten 46 Betriebe 519 Arbeitnehmer, überwiegend bei der Herstellung von Waren. Der Dienstleistungssektor gab in 214 Betrieben 822 Menschen Arbeit (Stand 2011).
Nichtlandwirtschaftliche Arbeitsstätten gab es im Jahr 2001 160, land- und forstwirtschaftliche Betriebe nach der Erhebung 1999 144. Die Zahl der Erwerbstätigen am Wohnort betrug nach der Volkszählung 2001 1469. Die Erwerbsquote lag 2001 bei 43,09 Prozent.

### Unternehmen
- Handelshaus Julius Kiennast
- Bauunternehmung Oberndorfer

### Gesundheit
- Altenpflegeheim
- Rehabilitationsklinik Gars am Kamp (Psychosomatisches Zentrum Waldviertel)[50]
- Caritas Gars am Kamp[51]

### Bildung
- Bildungs- und Heimatwerk Niederösterreich – Regionales Bildungswerk Gars am Kamp[52]
- Neue Mittelschule Gars am Kamp[53]
- Volksschule Gars am Kamp[54]
- zwei Kindergärten[55]
- Musikschule Gars am Kamp

### Öffentliche Einrichtungen
Im Hauptort Gars befinden sich die zuständige Polizeiinspektion und die Ortsstelle des Roten Kreuzes. Für den Brandschutz sorgen elf Freiwillige Feuerwehren in folgenden Orten:
- Buchberg
- Etzmannsdorf
- Gars am Kamp
- Kamegg
- Maiersch
- Nonndorf
- Tautendorf
- Thunau am Kamp
- Wanzenau
- Wolfshof
- Zitternberg

### Verkehr

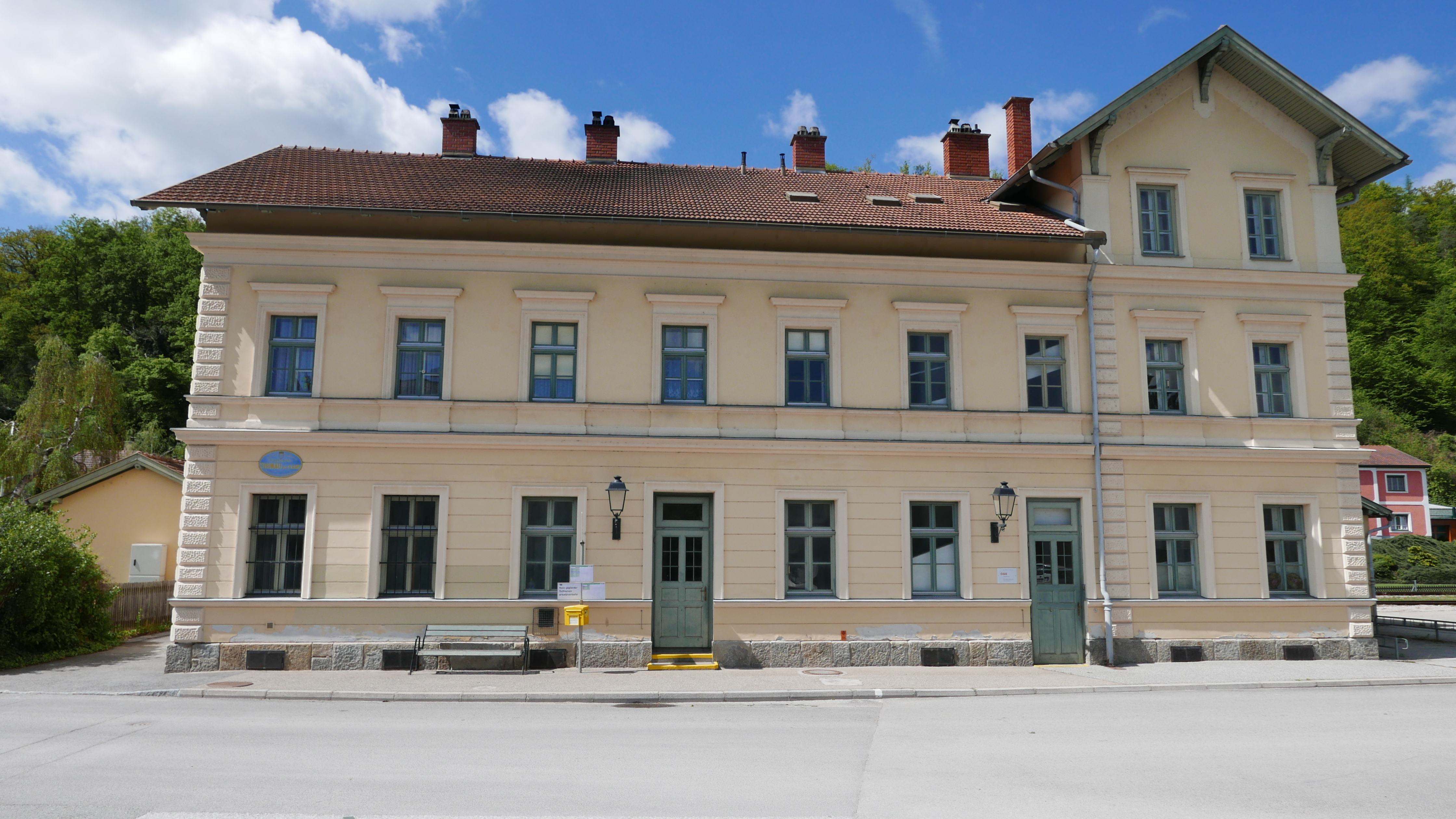
Straßenseitige Fassade des Aufnahmsgebäudes des Bahnhofs Gars-Thunau

- Straße: Gars am Kamp liegt an der Kamptalstraße (B34).
- Bahn: Die Gemeinde liegt an der Kamptalbahn, wo die ÖBB den Bahnhof Gars-Thunau und die Bedarfshaltestellen Buchberg und Kamegg betreiben. Die Linie 102 (St. Pölten-Waidhofen an der Thaya) des Wieselbusses fährt mehrmals täglich die Haltestelle Gars am Kamp Hauptplatz an. Das Linienbusunternehmen PostBus fährt in Kamegg, Gars am Kamp, Zitternberg, Thunau und Wolfshof mehrere Haltestellen der Linie 1310 (Horn – St. Leonhard am Hornerwald) an.
- Bus: Seit 1995 fährt der Garser Bus, eine Initiative des Wirtschaftsvereins Gars Innovativ, jeweils dienstags und freitags sämtliche Katastralgemeinden und weitere Orte der Umgebung an, um Personen, die keinen PKW besitzen und keinen Anschluss an den ÖPNV haben, Einkäufe und Erledigungen in Gars am Kamp zu ermöglichen.[56]
- Rad: Zwei Radwanderwege, die Kamp-Thaya-March-Radroute und der Kamptalweg, führen durch Gars am Kamp.

### Sport
Vereine
- Kajak Club Gars
- SC Union Gars am Kamp (Fußball)
- Garser Tennisklub (1895 wurde der erste Tennisplatz Österreichs errichtet)
- Union Judoclub VHS Horn-Gars
- Beachvolleyball Club Gars am Kamp

## Politik

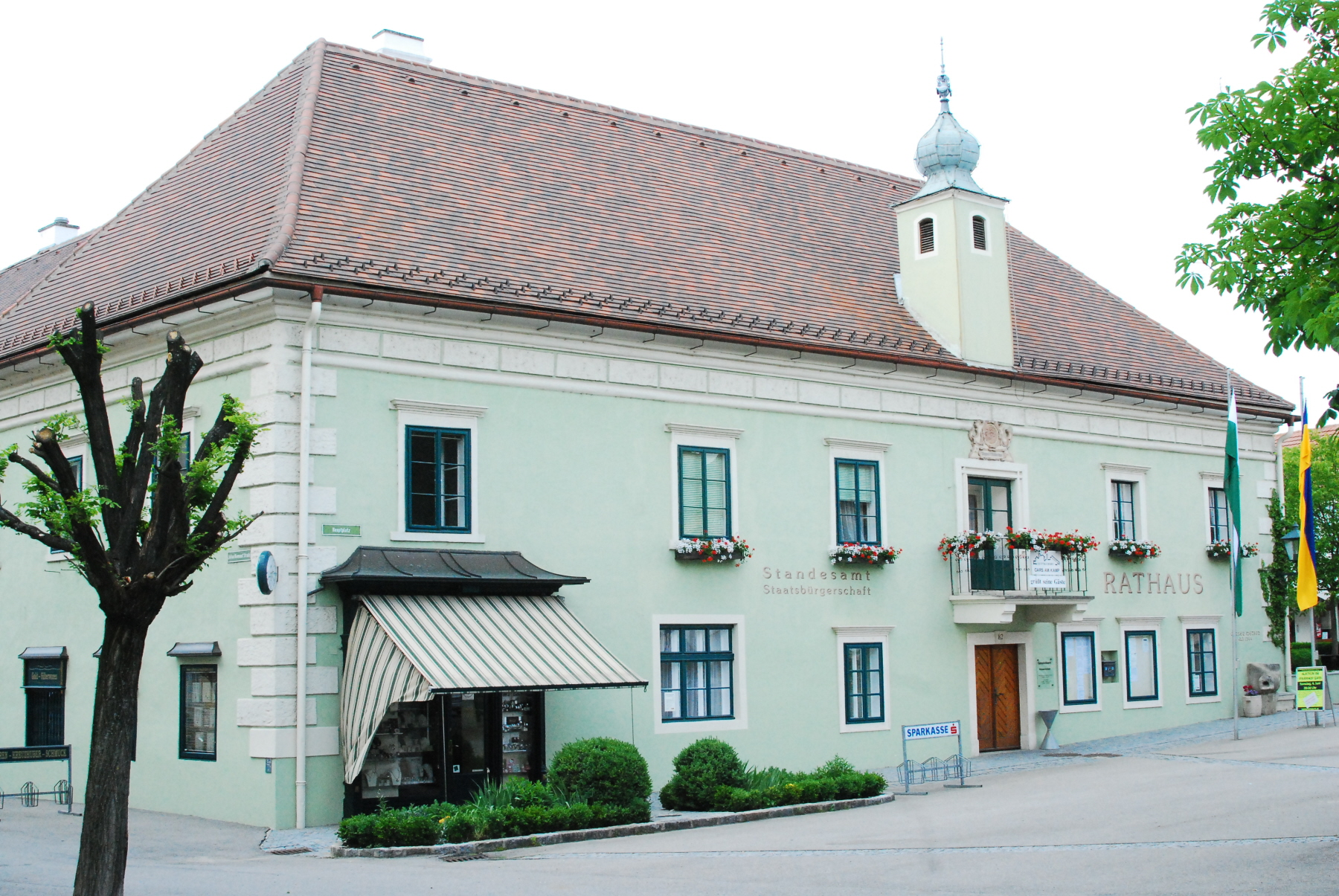
Rathaus von Gars am Kamp

### Gemeinderat
Der Gemeinderat hat 23 Mitglieder.
- Nach den Gemeinderatswahlen in Niederösterreich 1990 hatte der Gemeinderat folgende Verteilung: 14 ÖVP, 5 SPÖ, 3 FPÖ und BGG–Bürgerliste Großgemeinde Gars.
- Nach den Gemeinderatswahlen in Niederösterreich 1995 hatte der Gemeinderat folgende Verteilung: 12 ÖVP, 7 SPÖ, 2 FPÖ, 1 LUB–Liste Unzufriedener Bürger und 1 LIF.[57]
- Nach den Gemeinderatswahlen in Niederösterreich 2000 hatte der Gemeinderat folgende Verteilung: 13 ÖVP, 5 SPÖ, 3 Pro Gars–Liste Reisinger und 2 FPÖ.[58]
- Nach den Gemeinderatswahlen in Niederösterreich 2005 hatte der Gemeinderat folgende Verteilung: 13 ÖVP, 6 SPÖ und 4 BLG–Bürgerliste Gars.[59]
- Nach den Gemeinderatswahlen in Niederösterreich 2010 hatte der Gemeinderat folgende Verteilung: 12 ÖVP, 6 SPÖ, 3 BLG–Bürgerliste Gars und 2 FPÖ.[60]
- Nach den Gemeinderatswahlen in Niederösterreich 2015 hatte der Gemeinderat folgende Verteilung: 14 ÖVP, 5 SPÖ, 2 FPÖ und 2 BLG–Bürgerliste Gars.[61]
- Nach den Gemeinderatswahlen in Niederösterreich 2020 hatte der Gemeinderat folgende Verteilung: 16 ÖVP, 5 SPÖ, 1 FPÖ und 1 BLG–Bürgerliste Gars.[62]
- Nach den Gemeinderatswahlen in Niederösterreich 2025 hat der Gemeinderat folgende Verteilung: 13 ÖVP, 5 SPÖ, 3 FPÖ und 2 Liste SERVUS Gars.[63]

### Bürgermeister
- 1994–1999 Anton Schrammel (ÖVP)[64]
- seit 1999 Martin Falk (ÖVP)[65]

### Wappen
|  | Blasonierung: „Vor einem Nadelwald, heraldisch links ein Mann mit Speer und Hund an straffer Leine zerrend.“ |
|  | |

### Gemeindepartnerschaften

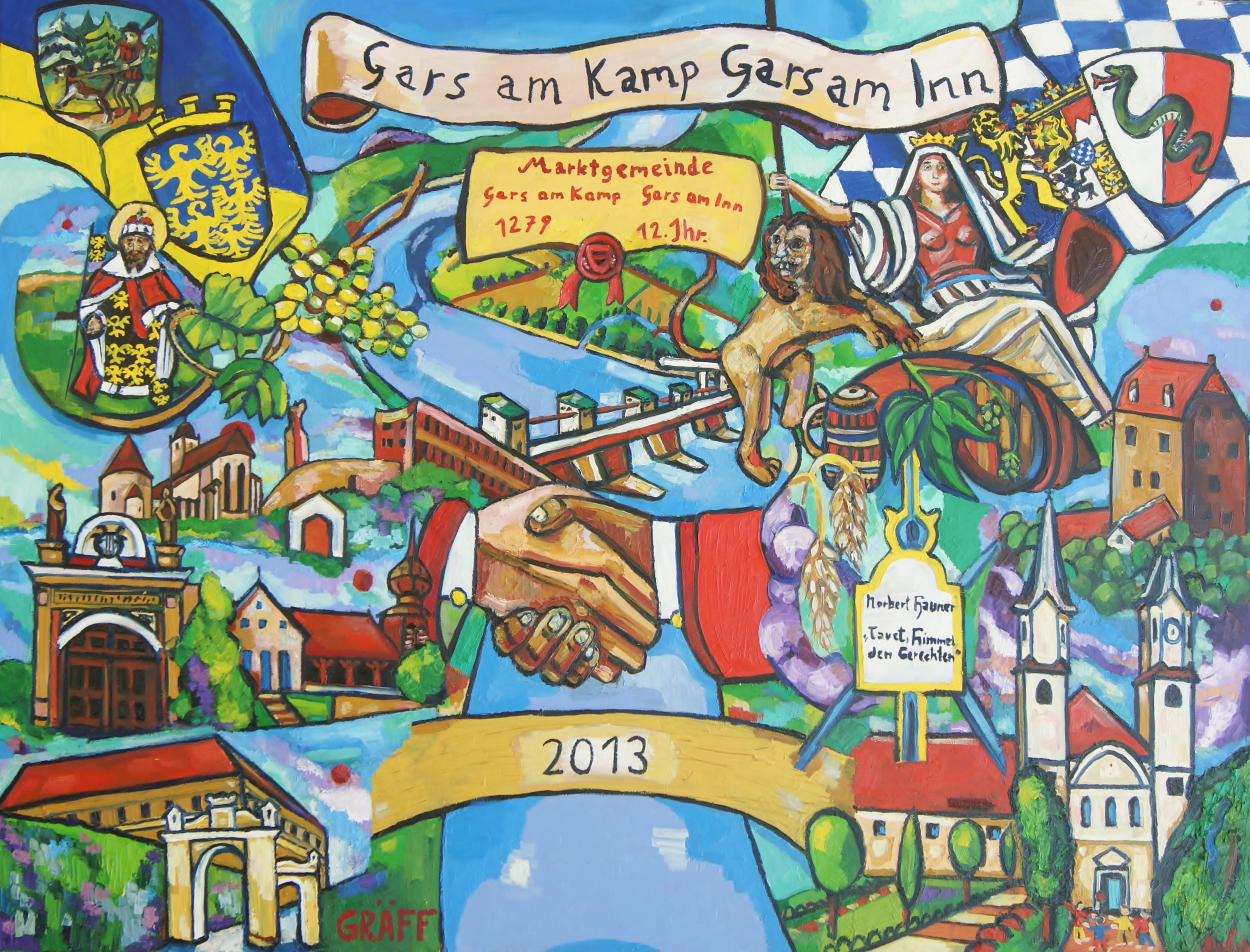
Matthias Laurenz Gräff, „Städtepartnerschaftsgemälde“ zur Städtepartnerschaft von Gars am Kamp und Gars am Inn (2013)

2013 wurde anlässlich des Garser Kirtags die über 50 Jahre andauernde Partnerschaft mit der bayerischen Gemeinde Gars am Inn offiziell mit einer Städtepartnerschaft besiegelt, wobei Gars am Inn offiziell das „Partnerschaftsgemälde“ des Künstlers Matthias Laurenz Gräff überreicht wurde.

## Persönlichkeiten

### Söhne und Töchter der Gemeinde
- Isidor Alfred Amreich (1885–1972), Gynäkologe, fanatischer Nationalsozialist und seit 1954 Garser Ehrenbürger.
- Friedrich Bachmayer (1913–1989), Paläontologe, Direktor der Geologisch-Paläontologischen Abteilung des Naturhistorischen Museum in Wien, wurde im Ortsteil Kamegg geboren.
- Adolf Blaim (1942–2004), Maler, Illustrator und Galerist.
- Karl Docekal (1919–1979), Heimatforscher, wurde im Ortsteil Kamegg geboren.

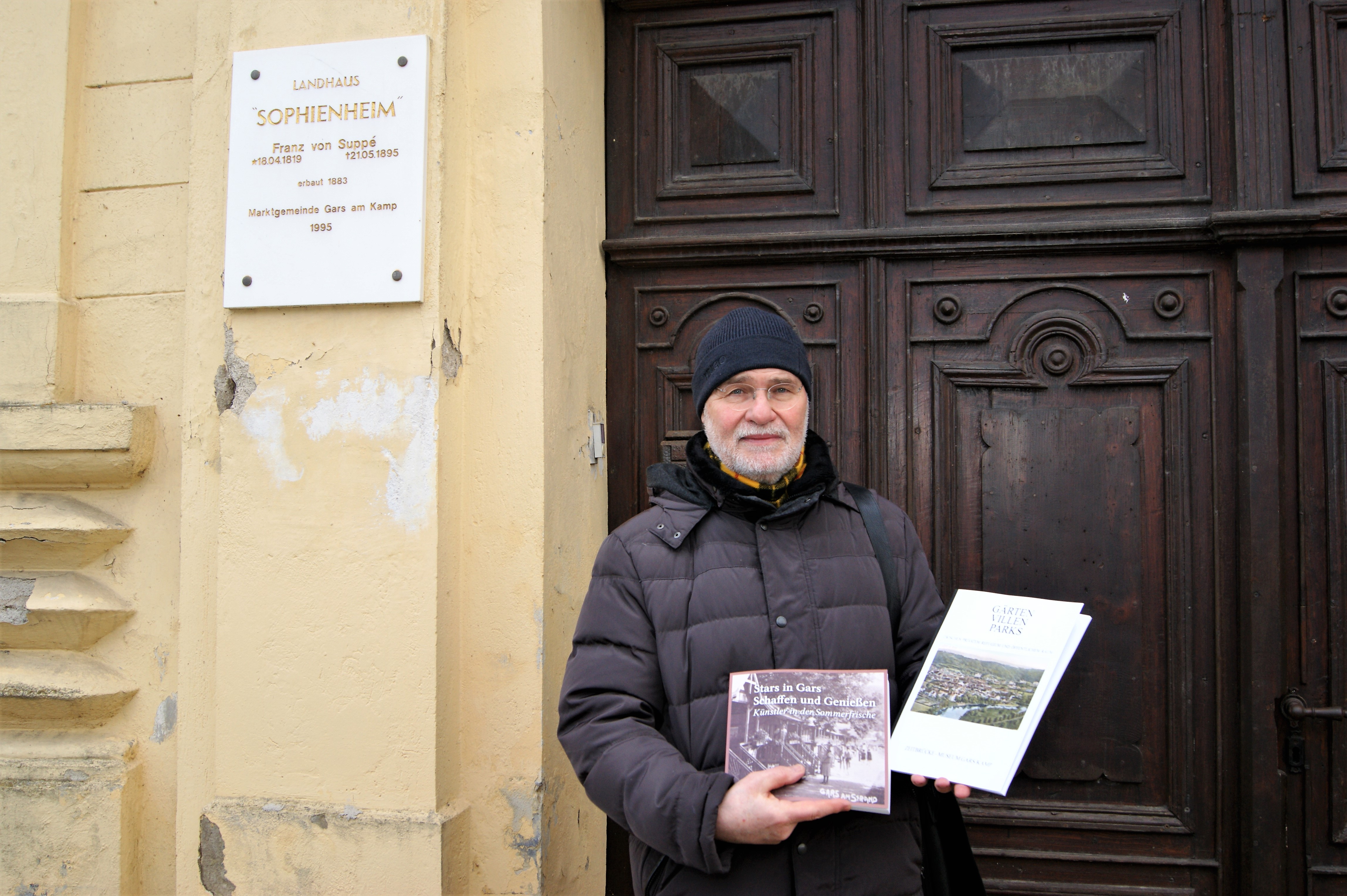
Anton Ehrenberger, langjähriger Obmann des Zeitbrücke-Museums, vor der Franz-von-Suppè-Villa

- Anton Ehrenberger (* 1953), Heimatforscher und bildender Künstler.
- Helmuth Gräff (* 1958), bildender Künstler.
- Werner Groiß (* 1967), österreichischer Politiker und Nationalrat.
- Hans Heppenheimer (1901–1990), Heimatforscher, wurde im Ortsteil Tautendorf geboren.
- Walter Kirchschläger (* 1947), Theologe und Philosoph, wurde im Ortsteil Kamegg geboren.
- Johann Georg Kranzler (1794–1866), Gründer des Café Kranzler in Berlin, wurde im Ortsteil Tautendorf geboren.
- Karolina Lanckorońska (1898–2002), Kunsthistorikerin, wurde im Ortsteil Buchberg geboren.
- Markgraf Leopold II. von Österreich (1050–1095) wurde angeblich in Gars geboren.
- Markgraf Leopold III. von Österreich (1073–1136), genannt der Heilige, Landespatron von Niederösterreich.
- Walter Minarz (1909–1991), Autor, Maler und Touristiker.
- Karl Sigmund (* 1945), österreichischer Mathematiker.
- Kurt Strauß (1927 bzw. 1928–1975), österreichischer Opernsänger an der Wiener Kammeroper, am Raimundtheater sowie Salzburger Landestheater.
- Hubert Wachter (* 1950), Journalist, Publizist und Gründungsmitglied des österreichischen Nachrichtenmagazins News
- Josef Wiesinger (* 1961), österreichischer Politiker der Sozialdemokratischen Partei Österreichs (SPÖ) und stellvertretender Landesparteivorsitzender, wurde im Ortsteil Kamegg geboren.

### Personen mit Bezug zur Gemeinde
- Anne Bennent (* 1963), Schweizer Schauspielerin, Chanson-Sängerin und Rezitatorin, lebt in Gars am Kamp.
- Ernst David (* 1932), der Lyriker und Schriftsteller ist in Gars am Kamp aufgewachsen.
- Friedrich Dragon (1929–2023), Journalist, Chefredakteur der Kronen Zeitung (1959–2001), Krone-Einzelprokurist der WAZ-Mediengruppe (2001–2007), hat jahrzehntelang in Gars gelebt.
- Willi Dungl (1937–2002), Gesundheitsexperte und Gründer des Biotrainingszentrums in Gars am Kamp.
- Richard Edlinger (1958–2005), in Bregenz geborener und aus Gars stammender Dirigent und Komponist gründete mit Heinz Holecek die „Kamptal Festspiele“
- Karl Elleder (1860–1941) in Gars am Kamp wirkender und begrabener Maler und Illustrator.
- Falco (eigentlich: Johann „Hans“ Hölzel) (1957–1998), österreichischer Musiker, besaß eine Sommerfrische-Villa in Gars am Kamp.
- Johann Fasching (1847–1888), österreichischer Theologe und Schriftsteller, war 1871–1876 in Gars am Kamp als Kooperator tätig.
- Richard Gach (1930–1991), österreichischer Architekt, Zeichner und Aquarellist, lebte in Gars am Kamp.
- Rudolf Hausleithner (1840–1918), österreichischer Maler, verbrachte mehrere Sommer in Gars am Kamp.
- Friedrich Hess (1883–1945), Heimatforscher, war in Gars am Kamp tätig.
- Leopold Höchtl (1870–1947), österreichischer Politiker (CSP) und Wirtschaftsbesitzer, lebte in Gars am Kamp.
- Eva-Maria Höhle (* 1948), österreichische Kunsthistorikerin, lebt in Gars am Kamp.
- Anton Hrodegh (1875–1926), Priester und Prähistoriker, war hier Pfarrer
- Friedensreich Hundertwasser (1928–2000), österreichischer Künstler[19]
- Rudolf Kirchschläger (1915–2000), österreichischer Diplomat, Politiker und Bundespräsident, lebte von 1945 bis 1947 im Ortsteil Kamegg.[67]
- Gisela Laferl, verheiratete Wozniczak (1884–1968), Politikerin, Hotelfachfrau.
- Anton Lang (1860–1940), österreichischer Stadtbaumeister[68] und Vater von Fritz Lang, hatte von 1910 bis 1940 ein Landhaus in Gars, das ab 1928 bis zu seinem Tod sein Hauptwohnsitz war.
- Otto Lechner (* 1964), österreichischer Akkordeonspieler und Komponist, lebt in Gars am Kamp.
- Stephan P. Leher (* 1956), österreichischer römisch-katholischer Moraltheologe und Universitätsprofessor, lebt in Gars am Kamp.
- Trude Marzik (1923–2016), österreichische Erzählerin und Lyrikerin, Sommerfrischegast im Ortsteil Kamegg, dem sie mit ihrem autobiographischen Werk Geliebte Sommerfrische ein literarisches Denkmal setzte.[69]
- Marianne Mendt (* 1945), österreichische Sängerin und Schauspielerin, besitzt ein Sommerhaus in Gars am Kamp.
- Vinzenz Muschinger (16. Jh. – 1628), Besitzer von Burg und Herrschaft Gars.
- Andrea Scherney (* 1966), ehemalige österreichische Leichtathletin und dreimalige Goldmedaillengewinnerin bei den Sommer-Paralympics 2008 in Peking, lebt in Gars am Kamp.
- Franz von Suppè (1819–1895), Komponist, besaß eine Sommerfrische-Villa in Gars am Kamp.
- Sofie von Suppè (1841–1926), Franz von Suppès Gattin sowie als dessen Nachlassverwalterin Museumsgründerin und Mäzenin.
- Andreas Weigel (* 1961), österreichischer Privatgelehrter, hat in den 1970er-Jahren in Gars gelebt, ab 2014 die Garser Tourismusgeschichte wissenschaftlich aufgearbeitet[16][70] und 2019 eine Monografie über den Wahl-Garser Franz von Suppè verfasst.[71]
- Lois Weinberger (1947–2020), Künstler, Universitätsprofessor
- Johannes Wildner (* 1956), Dirigent, war von 2013 bis 2023 Intendant des Opernfestivals OPER BURG GARS
- Isidor Wozniczak (1892–1945), Hotelier, der von den Nationalsozialisten ermordet worden ist.

## Filme
- Franz Josef Gottlieb: Grüße aus dem Kamptal. Kurz-Dokumentarfilm. Regie: Franz Josef Gottlieb. Darsteller: Paul Hörbiger. Österreich 1957.